# Tesla Model 3
El Tesla Model 3 es un automóvil eléctrico de cinco plazas producido por el fabricante estadounidense Tesla, Inc. La presentación mundial se hizo el 31 de marzo de 2016 y las primeras 30 entregas se efectuaron el 28 de julio de 2017.
En 2018 fue el coche de lujo más vendido en Estados Unidos, mientras que en 2019, fue el modelo eléctrico más vendido en el mundo. En ese mismo año fue el séptimo turismo más vendido en Estados Unidos con 154 836 unidades. En agosto de 2021 superó el millón de unidades vendidas.
En marzo de 2019 se puso a la venta en Estados Unidos el modelo base desde US$35 000 (equivalente a $41 710 en 2023).
Desde principios de 2020, el Model 3 se convirtió en el coche eléctrico más vendido de la historia, mientras que en junio de 2021, se convirtió en el primer coche eléctrico en pasar el millón de unidades producidas.
De 2018 a 2020 fue el coche enchufable (PEV) más vendido en el mundo. De 2018 a 2020 fue el vehículo eléctrico más vendido en Estados Unidos. De acuerdo con Experian, en 2020 los mayores registros de vehículos eléctricos en Estados Unidos eran del Model 3 con 95 135 unidades, seguido del Tesla Model Y con 71 344 unidades, el Chevrolet Bolt con 19 664 unidades, el Tesla Model X con 19 652 unidades, el Tesla Model S con 14 430 unidades y el Nissan Leaf con 8972 unidades. Todos los cuatro modelos de Tesla sumaban 200 561 registros, un incremento del 16% desde 2019. En 2020 fue el PEV más vendido en China.
En septiembre de 2021 el Model 3 fue el coche más vendido en Europa con 24 591 unidades, superando al Renault Clio y al Dacia Sandero. JATO Dynamics publicó una lista de los vehículos más vendidos en Europa en el mes de septiembre de ese año, basado en los datos de registro. Se convirtió en el vehículo más vendido en el continente el mes inmediato anterior, Como se puede apreciar en dicha lista, no ha habido ningún otro vehículo totalmente eléctrico en los primeros 10 lugares.

## Historia

### Presentación oficial

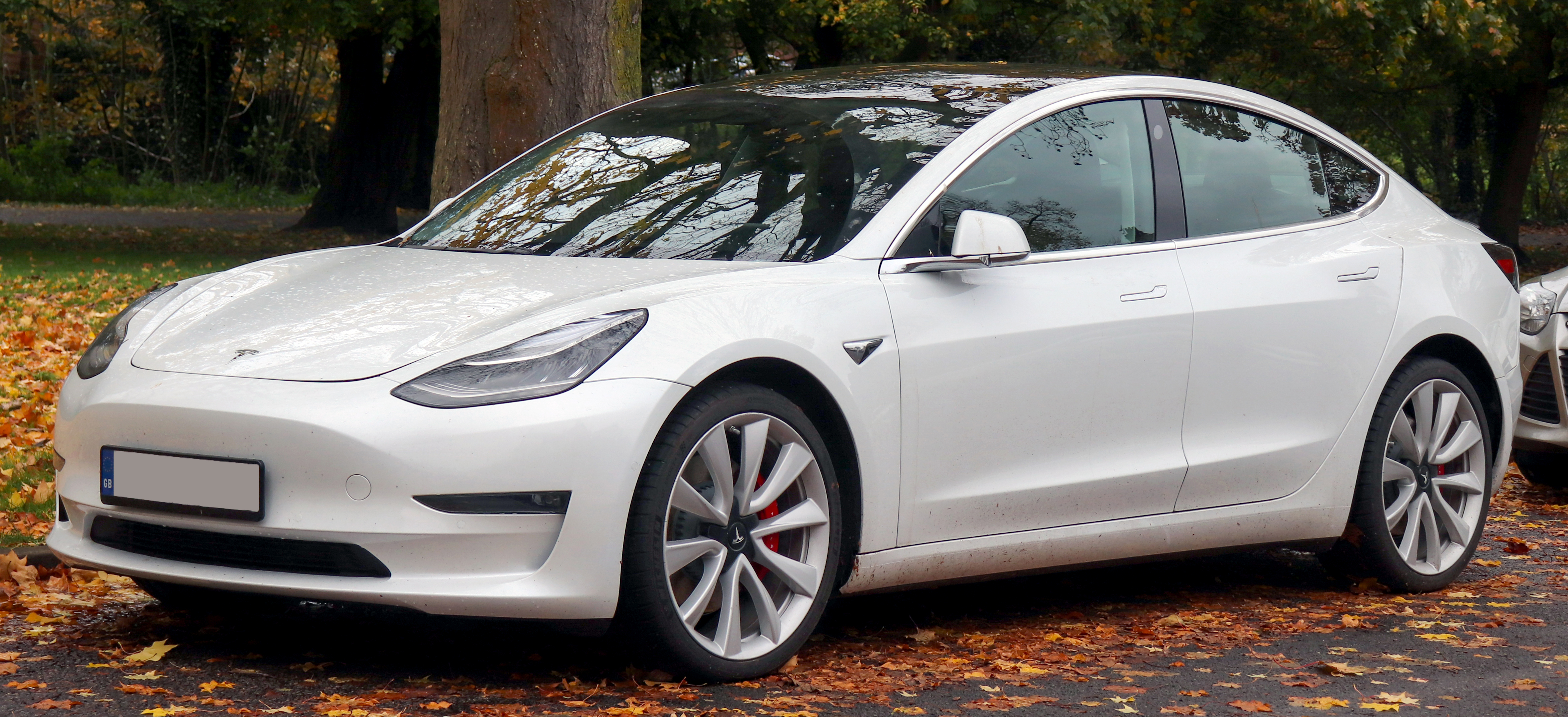
Modelo 2019 Performance AWD

El 31 de marzo de 2016 se celebró el acto de su presentación oficial en Hawthorne (California). El jefe de diseño de la compañía, Franz von Holzhausen, abrió el acto presentando a Elon Musk quien llevó a cabo dicha presentación. Musk enfatizó que Tesla fabricaba coches eléctricos para acelerar la transición hacia el transporte sostenible. Los niveles de CO2 eran los más altos desde hace 11 millones de años, habiendo superado en marzo de 2016 las 403 ppm. Mostró la gráfica de concentración de CO2 basada en la curva de Keeling en la que en las últimas décadas la subida es casi vertical y seguía subiendo. La temperatura promedio de la superficie de la Tierra aumentó alrededor de 0,8 °C (33,4 °F) desde 1880. La velocidad de calentamiento casi se duplicó en la segunda mitad de dicho período: 0,13 a 0,03 °C (32,2 a 32,1 °F) por década, versus 0,07 a 0,02 °C (32,1 a 32,0 °F) por década.
Mencionó que un estudio del Instituto de Tecnología de Massachusetts (MIT) de 2013, afirmó que en Estados Unidos fallecen 53 000 personas al año debido a las emisiones del transporte. Para combatir estos problemas, Tesla en sus inicios, redactó lo que llamó irónicamente su "plan maestro secreto" para influir en la industria desde su pequeñez y recursos limitados. Tenía tres puntos principales:
1. Comenzar con un proyecto pequeño fabricando pocas unidades a un precio alto. Fue el Tesla Roadster. Demostró que se podía fabricar un coche eléctrico de altas prestaciones que desmontaba el mito de que los vehículos eléctricos eran lentos, pesados, feos y con poca autonomía. Tesla llegó a fabricar hasta 500 unidades al año. Tuvo un gran efecto en la industria y Bob Lutz, antiguo presidente de General Motors, afirmó que el Tesla Roadster fue el responsable de que iniciaran el programa del Chevy Volt, que a su vez influyó en el programa del Nissan Leaf.
2. Fabricar un vehículo en mayor volumen de unidades y a un precio menos caro. El Model S demostró que podía competir con las grandes sedanes de lujo. Sobre la misma plataforma Tesla fabricó el Model X.
3. Vehículo producido en gran volumen y a un precio asequible. Los beneficios que obtuvo Tesla con los modelos anteriores, le permitieron abordar el proyecto del Model 3.[15]

### Cambios
Los vehículos fabricados a partir de mayo de 2021 carecen de soporte lumbar en el asiento del pasajero.
Los vehículos fabricados a partir de abril de 2021 no incluyen radar para evitar los frenazos fantasma.
A principios de 2023 Tesla eliminó los sensores de estacionamiento, tanto delanteros como traseros al transferir sus funciones a Tesla Vision.

### Highland

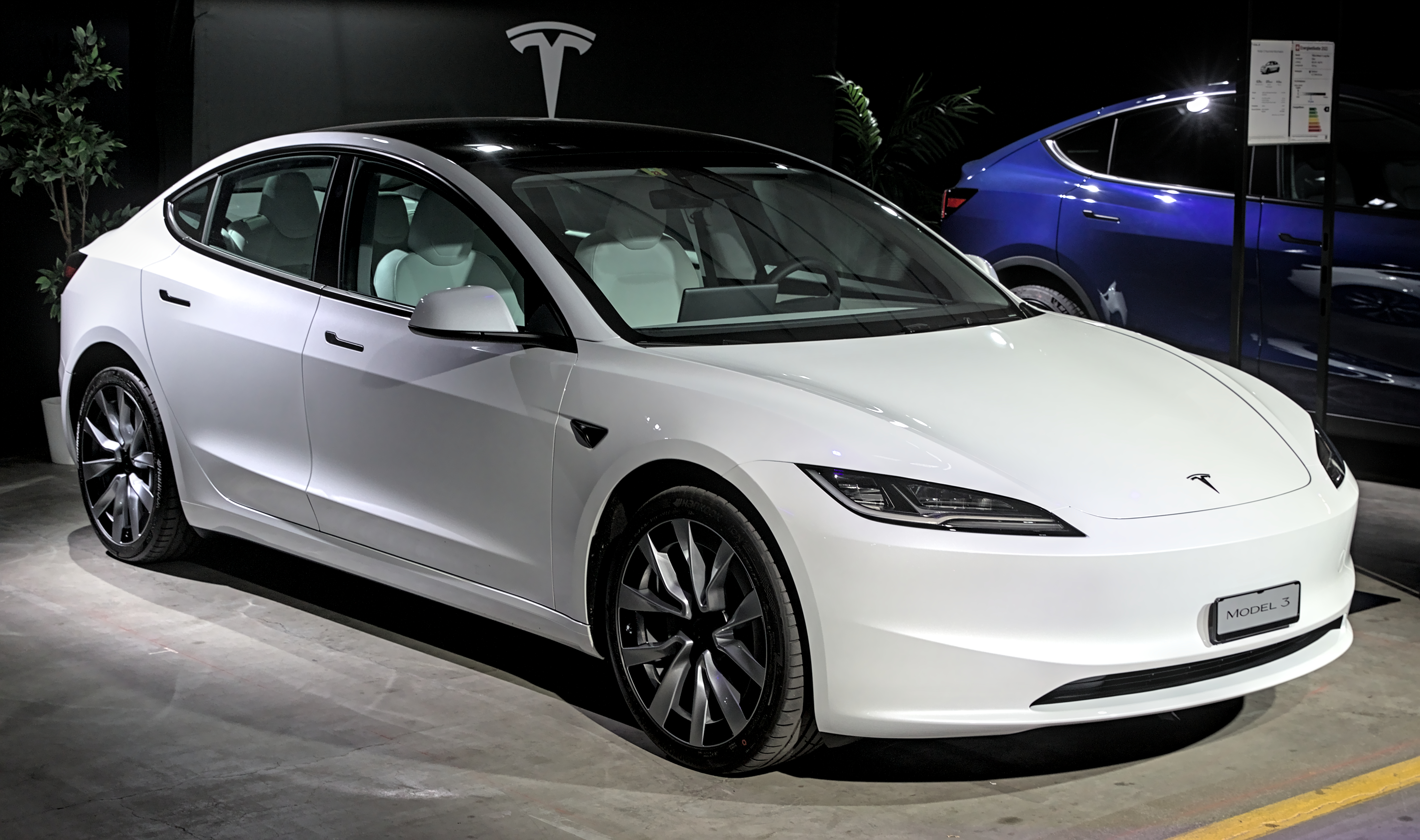
Modelo 2023 en el Salón del automóvil de Zúrich de 2023.

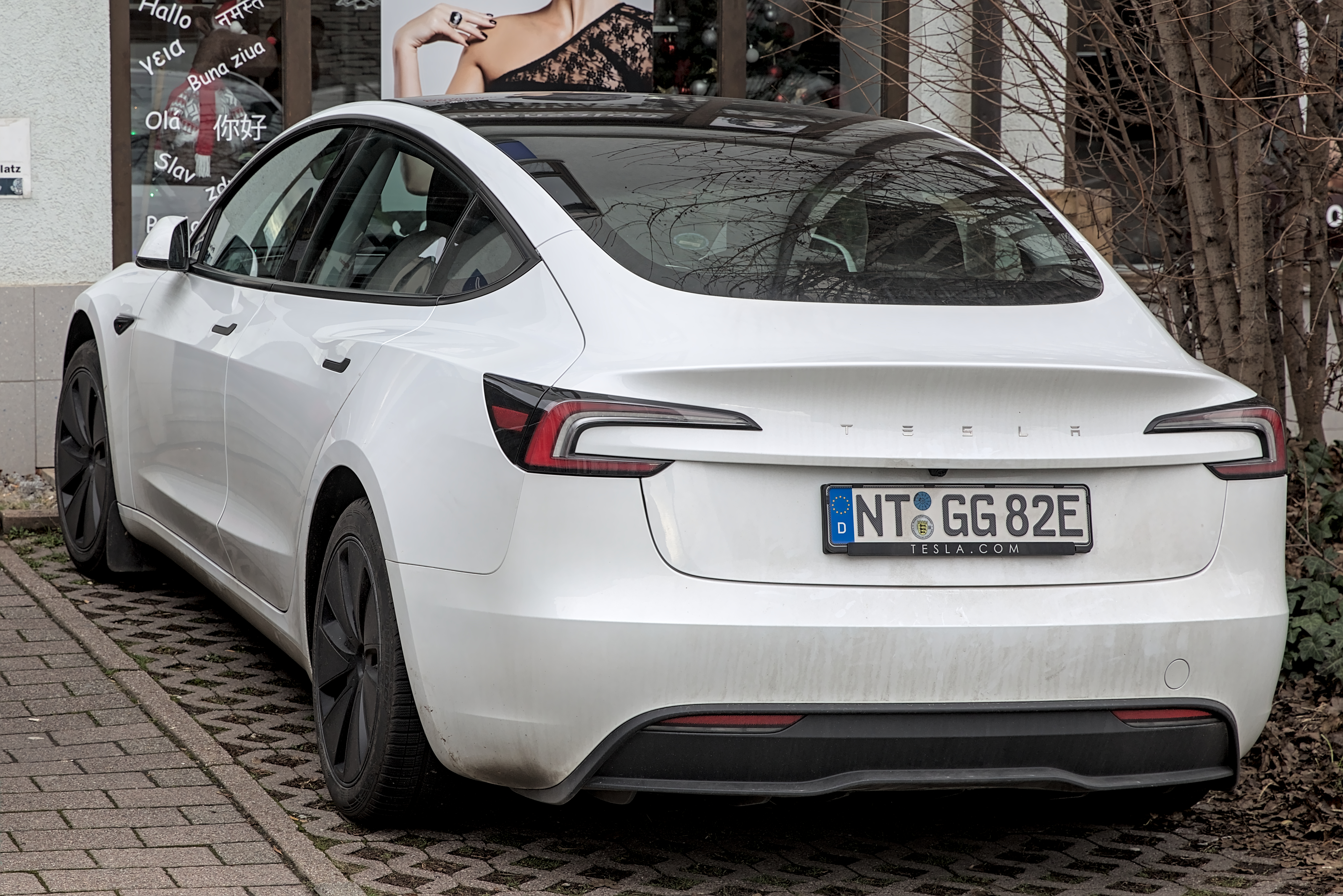
Vista trasera.

El 4 de septiembre de 2023 Tesla anunció para Europa y Asia la renovación del Model 3, con nombre clave Highland. Tesla no aumentó el precio. Siguiendo la política de Tesla de simplificación, estaban disponibles 5 colores de carrocería, 2 colores de tapicería y 2 tipos de rines. En Europa se podía añadir una bola de remolque, el paquete de Piloto Automático Mejorado (EAP) y el paquete de Capacidad de conducción autónoma total (FSD).
Debido al error de diseño de eliminar la palanca de intermitentes en la versión Highland, el 17 de febrero de 2025, Tesla reconoció el fallo y empezó a preparar un modelo revisado para volver a instalar dicha palanca.
- Más del 50% de las piezas son nuevas, con respecto a la versión anterior del Model 3.
- Reduce el coeficiente aerodinámico a 0.219 desde 0.225.[22]
- Con los rines de 18 pulgadas (45,7 cm), la autonomía WLTP es de 554 km (344 millas) para el Model 3; y de 678 km (421 millas) para el Model 3 Gran Autonomía. Esto supone una mejora de hasta un 12%.
- Nueva pantalla táctil trasera de 8 pulgadas (20,3 cm) que proporciona a los pasajeros traseros controles de climatización y entretenimiento.
- No tiene palancas en la columna de dirección, siguiendo a los Model S y Model X. Las intermitentes se activan desde la parte izquierda del volante y la selección de marcha se hace desde la pantalla.[22] Debido a las quejas sobre la falta de palanca de intermitentes, esta se mantiene en el rediseño del Model Y de 2025, igual que en el Model 3.[23]
- Tiene asientos delanteros ventilados que se pueden controlar desde la aplicación del teléfono inteligente, calentando o enfriando antes de entrar al coche.
- Tiene asientos traseros perforados, pero no ventilados.
- El sistema de sonido sube de 14 a 17 bocinas.
- Micrófono Bluetooth mejorado.
- Wifi y Bluetooth mejorados para una mejor conectividad a routers y llaves-teléfono.
- Reducción en un 30% del ruido en el habitáculo, debido a la aerodinámica y materiales como el doble cristal laminado de las ventanas y techo.
- Luz de ambiente personalizable a cientos de colores.
- La capacidad de la cajuela trasera sube de 561 a 594 L (19,8 a 21,0 pies cúbicos). El portón está motorizado.
- En la parte trasera sustituye el logo por las letras de Tesla.[22]
- Indicador luminoso de vehículo en el ángulo muerto junto al retrovisor exterior.
- Las luces antiniebla delanteras pasan a estar integradas en los faros y desaparecen de la defensa delantera.
- Los pilotos traseros pasan a ser de una pieza integrada en el portón, en vez de dos piezas, con una en el portón y otra en la carrocería.[22]
- El largo total pasa de 4694 a 4720 mm (184,8 a 185,8 pulgadas).
- No lleva sensores ultrasónicos en las defensas porque su función la consigue con las cámaras y el procesamiento de las imágenes.

- En corriente alterna (AC) doméstica tiene una potencia de carga de hasta 11 kW (15,0 CV).

- La potencia de carga en corriente continua (DC) es de 170 kW (231 CV; 228 HP) para el Model 3; y de 250 kW (340 CV; 335 HP) para el Model 3 Gran Autonomía.
- Los amortiguadores tienen tecnología de reducción selectiva de frecuencias (Frequency Selective Damping), que usa un amplificador hidráulico para concentrar las vibraciones en el rango de 4 a 6 Hz.[24][25]

- Está equipado con el hardware HW4 de cámaras y tecnología de procesamiento.[26]

En abril de 2024 se presentó el nuevo Model 3 Performance:
- 528 km (328 millas) de autonomía en el ciclo WLTP.
- Aceleración de 0 a 100 km/h (0 a 62 mph) en 3.1 segundos.
- Asientos deportivos.
- Suspensión adaptativa.
- Rines forjados de 20 pulgadas (50,8 cm).
- Track Mode Versión 3 del software del modo pista.

## Diseño

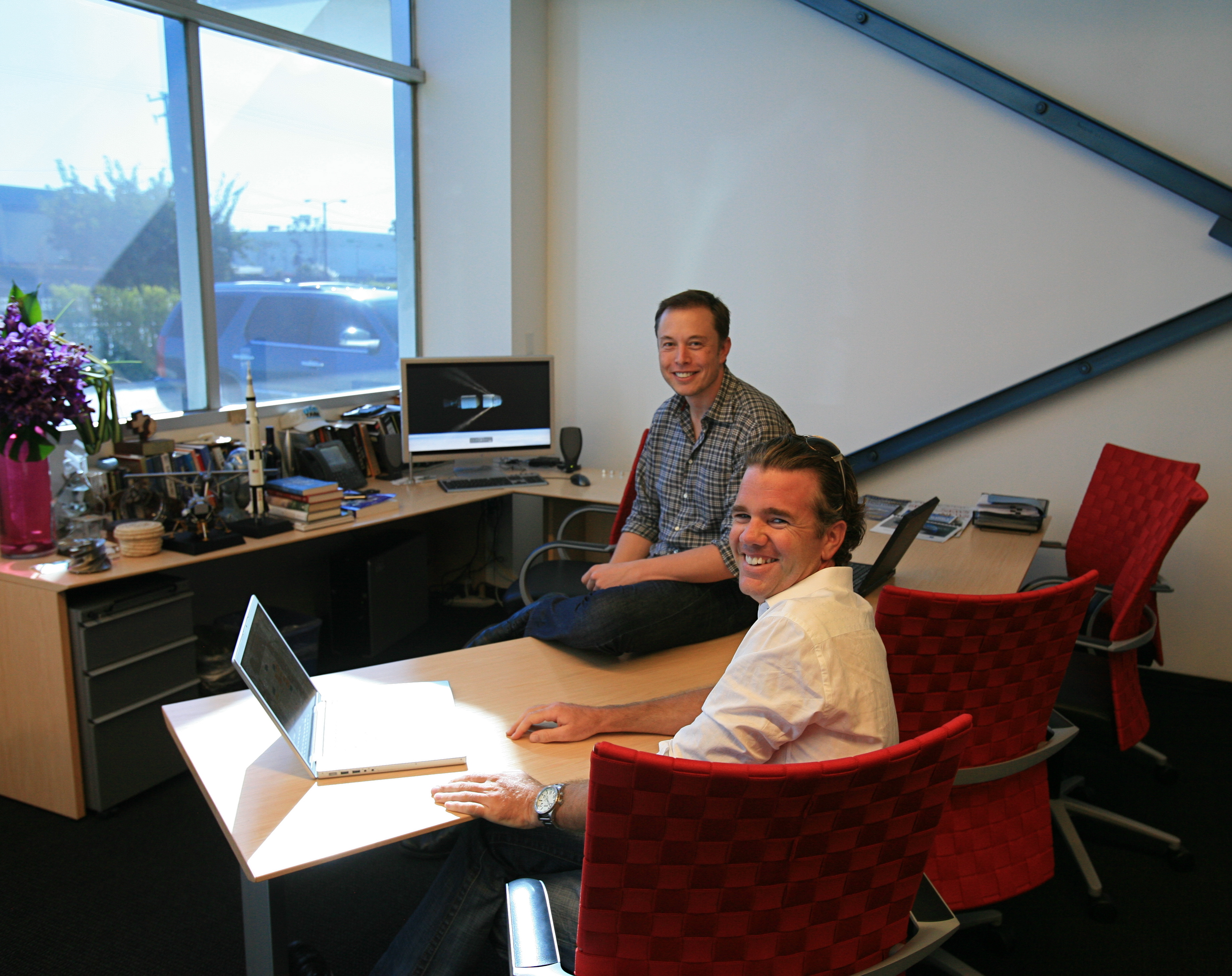
Franz von Holzhausen y Elon Musk

En 2013 el jefe de diseño Franz von Holzhausen afirmó que el Model 3 sería un vehículo como el Audi A4, BMW Serie 3 o el Mercedes-Benz Clase C que ofrecería todo: autonomía, accesibilidad y prestaciones con un precio base de US$35 000 (equivalente a $45 780 en 2023) y orientado al mercado de masas. Al Model 3 se le incorporó tecnología del Model S, siendo un 20% más pequeño que el Model S.
El coeficiente aerodinámico era de 0.23, que posteriormente pasó a 0.219 en 2023. Era inferior al del Model S con 0.24 que en su lanzamiento, el cual ya era el más bajo de un coche de serie.

## Seguridad
Elon Musk enfatizó que la seguridad era prioritaria. Esperaban obtener calificaciones de 5 estrellas en conjunto y en todas las categorías de las pruebas de choque. El paquete de baterías va en el suelo del vehículo, por lo que su centro de gravedad es muy bajo.

### Seguridad activa

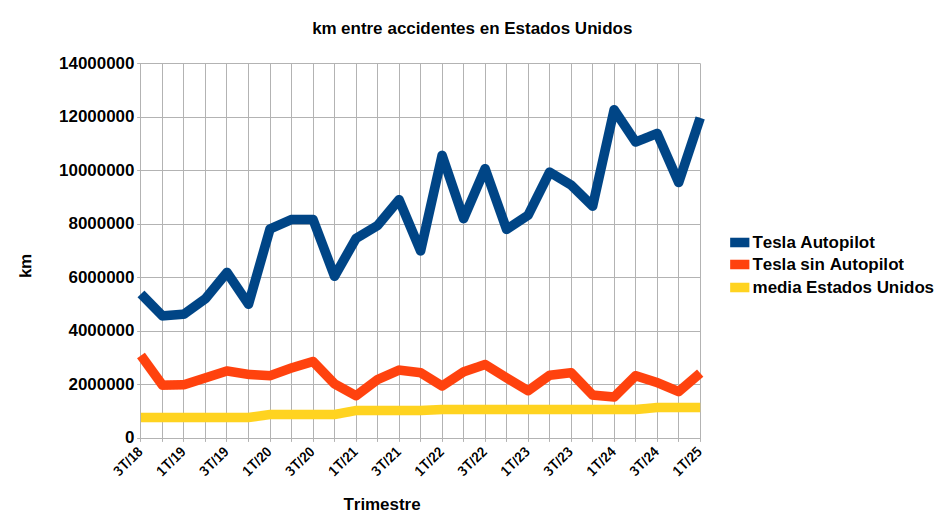
Gráfica estadística de accidentes graves en Estados Unidos. Tesla y media general.

Las características de seguridad activa (Active safety features) vienen de serie en todos los Tesla desde septiembre de 2014, que proporcionan una capa de seguridad adicional por encima de la estructura física del coche. Estas características se actualizan y mejoran con las actualizaciones de software telemáticas periódicas.
En el tercer trimestre de 2018 Tesla comenzó a publicar una estadística trimestral de accidentes graves, comparándola con la media de Estados Unidos.
En el cuarto trimestre de 2019 Tesla afirmó que sus vehículos registraron un accidente grave por cada 4 940 000 km (3 069 600 millas) en los que estaba activado el piloto automático. Cuando este no estaba activado, se produjo un accidente grave por cada 3 380 000 km (2 100 200 millas). Según la National Highway Traffic Safety Administration (NHTSA), en Estados Unidos hubo un accidente grave por cada 770 000 km (478 500 millas). Por lo tanto, la probabilidad de accidente grave fue unas 6 veces inferior en un Tesla con el piloto automático activado y unas 4 veces inferior sin este activado, con respecto a la media del coche de Estados Unidos.
En el segundo trimestre de 2021, Tesla afirmó que sus vehículos registraron un accidente grave por cada 7 090 000 km (4 405 500 millas) en los que estaba activado el piloto automático. Cuando este no estaba activado, se produjo un accidente grave por cada 3 290 000 km (2 044 300 millas). Según la National Highway Traffic Safety Administration (NHTSA) en Estados Unidos hubo un accidente grave por cada 778 756 km (483 900 millas). Por lo tanto, la probabilidad de accidente grave fue unas 9 veces inferior en un Tesla con el piloto automático activado y unas 2.5 veces inferior sin este activado, con respecto a la media del coche de Estados Unidos.
En abril de 2019 el piloto automático comenzó a venir de serie en todos los vehículos Tesla, mientras que la capacidad de conducción autónoma (Full Self Driving Capability) era opcional.
| NHTSA (Estados Unidos)   | NHTSA (Estados Unidos) | Euro NCAP (Europa)                   | Euro NCAP (Europa) | ANCAP (Asia/Australia)               | ANCAP (Asia/Australia) | IIHS (Estados Unidos)                     | IIHS (Estados Unidos) |
| ------------------------ | ---------------------- | ------------------------------------ | ------------------ | ------------------------------------ | ---------------------- | ----------------------------------------- | --------------------- |
| Total                    | 5/5 estrellas          | Total                                | 5/5 estrellas      | Total                                | 5/5 estrellas          | Pequeña intrusión frontal, conductor side | Buena                 |
| Frontal, conductor       | 5/5 estrellas          | Pasajero adulto                      | 36.7 pts / 96%     | Pasajero adulto                      | 36.70 pts / 96%        | Pequeña intrusión frontal, lado pasajero  | Buena                 |
| Frontal, pasajero        | 5/5 estrellas          | Niño pasajero                        | 42.3 Pts / 86%     | Niño pasajero                        | 42.88 Pts / 87%        | Moderada intrusión frontal                | Buena                 |
| Lado, conductor          | 5/5 estrellas          | Usuarios de la carretera vulnerables | 35.7 Pts / 74%     | Usuarios de la carretera vulnerables | 35.69 Pts / 74%        | Lado                                      | Buena                 |
| Lado, pasajero           | 5/5 estrellas          | Asistencia al conductor              | 12.3 Pts / 94%     | Asistencia al conductor              | 12.35 Pts / 94%        | Resistencia del techo                     | Buena                 |
| Poste lateral, conductor | 5/5 estrellas          |                                      |                    |                                      |                        | Resistencia del techo                     | Buena                 |
| Vuelco                   | / 6.6%                 |                                      |                    |                                      |                        | Asientos y reposacabezas                  | Buena                 |
|                          |                        |                                      |                    |                                      |                        | Luces                                     | Buena                 |
|                          |                        |                                      |                    |                                      |                        | Prevención de choques frontales           | Superior              |

#### NHTSA
En septiembre de 2018 las pruebas independientes de la National Highway Traffic Safety Administration (NHTSA) reportaron 5 estrellas de seguridad en conjunto y cada subcategoría sin excepción. Solamente el 1% de los vehículos probados por la NHTSA obtienen 5 estrellas en todas las categorías.
En octubre de 2018 Tesla afirmó que su Model 3 obtuvo la menor probabilidad de heridas a los ocupantes en un choque. En segundo lugar estaba el Model S y en tercer lugar el Model X.

#### Euro NCAP
En julio de 2019 el Tesla Model 3 obtuvo 5 estrellas de Euro NCAP y la mayor puntuación en asistentes de seguridad en la historia. La protección para adultos fue del 96%, para niños fue del 86%, para los peatones del 74% y la calificación para ayudas a la conducción fue del 94%.
El Model 3 podría perder las 5 estrellas de Euro NCAP en 2026 debido a la carencia de botones físicos.

#### ANCAP
En agosto de 2019 el Tesla Model 3 obtuvo 5 estrellas en las pruebas ANCAP (Australasian New Car Assessment Program). La protección para adultos fue del 96%, para niños fue del 87%, para los peatones del 74% y la calificación para ayudas a la conducción fue del 94%.

#### IIHS
En septiembre de 2019 el Tesla Model 3 obtuvo la máxima puntuación en las pruebas Instituto de Seguros para la Seguridad en las Carreteras de Estados Unidos (IIHS) que es la de Top Safety Pick +.

## Prestaciones
Tiene un motor eléctrico trasero trifásico de reluctancia conmutada (permanent magnet switched reluctance motor) con 225 kW (306 CV; 302 HP).
Usa los imanes permanentes que producen un campo magnético muy fuerte.
La versión Dual motor tiene un motor delantero de inducción con 154 kW (209 CV; 207 HP) y otro trasero de reluctancia conmutada con imán permanente de 197 kW (268 CV; 264 HP). La versión Performance tiene un motor delantero de inducción también con 154 kW (209 CV; 207 HP) y otro trasero de reluctancia conmutada de imán permanente con 225 kW (306 CV; 302 HP).

### Modo Circuito
El modelo Performance dispone de la opción Modo Circuito (Track Mode) con el que modificar varios parámetros de la configuración del vehículo. Aumentando la refrigeración de la batería y el motor se pueden correr varias vueltas en un circuito sin que se reduzca la potencia para evitar el sobrecalentamiento. Se pueden mantener velocidades altas durante mucho tiempo. Modificando el control de tracción y el control de estabilidad se pueden hacer derrapes controlados.
Tras la actualización del Modo Circuito el Model 3 consiguió el récord del circuito Willow Springs de California de modelos de producción batiendo el anterior récord de un Ferrari 458 Italia.
En marzo de 2020 la actualización telemática 2020.8.1 instaló Track Mode V2 en los modelos Performance con la que en tiempo real se puede modificar el reparto de potencia entre ejes, el nivel de asistencia del control de estabilidad y el nivel de freno regenerativo. En la pantalla dispone de un acelerómetro en tiempo real y un cronómetro de vuelta. Se pueden guardar hasta 20 perfiles de configuración de Track Mode. En un pendrive conectado al puerto USB se pueden guardar videos de la sesión y datos de telemetría, incluyendo la posición, velocidad, aceleración y posición del acelerador.

## Fiabilidad
En noviembre de 2024 obtuvieron la peor puntuación de fiabilidad, según los resultados de las pruebas realizadas por TÜV Rheinland para coches nuevos.

## Batería

Pilas 18650, 2170 y 4680.

La batería de la versión Long Range tiene 80,5 kWh (290 MJ) con 78,2 kWh (282 MJ) usables.
La batería Standard se calcula que tiene unos 60 kWh (216 MJ) de los cuales 57,5 kWh (207 MJ) son usables; y en los últimos años usa la química litio hierro fosfato (LFP).
El paquete de baterías está situado en el suelo del vehículo; esto le proporciona un centro de gravedad muy bajo aumentando la estabilidad y la resistencia al vuelco.
A diferencia de los Model S y Model X, que usan la pila 18650 de 18 mm (0,71 pulgadas) de diámetro y 65 mm (2,56 pulgadas) de altura, el Model 3 emplea pilas 2170 de 21 mm (0,83 pulgadas) de diámetro y 70 mm (2,76 pulgadas) de altura de iones de litio, fabricadas en la Gigafábrica 1 de Tesla en Nevada. La batería 2170 es un 50% más grande en volumen que la 18650 y puede entregar entre 5750 y 6000 mA, mientras que la 18650 solamente entrega 3000 mA.
Las celdas tienen una muy alta densidad de energía, debido a que redujeron significativamente el contenido de cobalto, al mismo tiempo que incrementaron el contenido de níquel, manteniendo la estabilidad térmica. El contenido de cobalto del cátodo de Níquel-Cobalto-Aluminio es inferior al de Níquel-Manganeso-Cobalto, que usa una relación de 8:1:1 y que es empleada por otros fabricantes.
La versión Standard tiene 2976 pilas agrupadas en grupos de 31 y la versión Long Range tiene 4416 en grupos de 46. El peso de la batería Long Range es de 480 kg (1058 libras) que ocupa 400 litros (105,7 galAm). La química de la batería se mejoró y tiene una mayor densidad energética. La producción masiva de la batería 2170 en la Gigafábrica, permite a Tesla alcanzar una economía de escala.
Para que las baterías permanezcan siempre en un rango de temperaturas óptimo el Model 3 dispone de un sistema activo de refrigeración líquida. En la parte inferior de la defensa delantera tiene una rejilla móvil que permite regular el paso del aire para la refrigeración de la batería. El sistema de gestión de baterías es similar al usado por el Model S y Model X, que consigue una mayor longevidad de las baterías en comparación con los vehículos eléctricos que tienen un sistema de refrigeración pasivo mediante aire.

## Carga

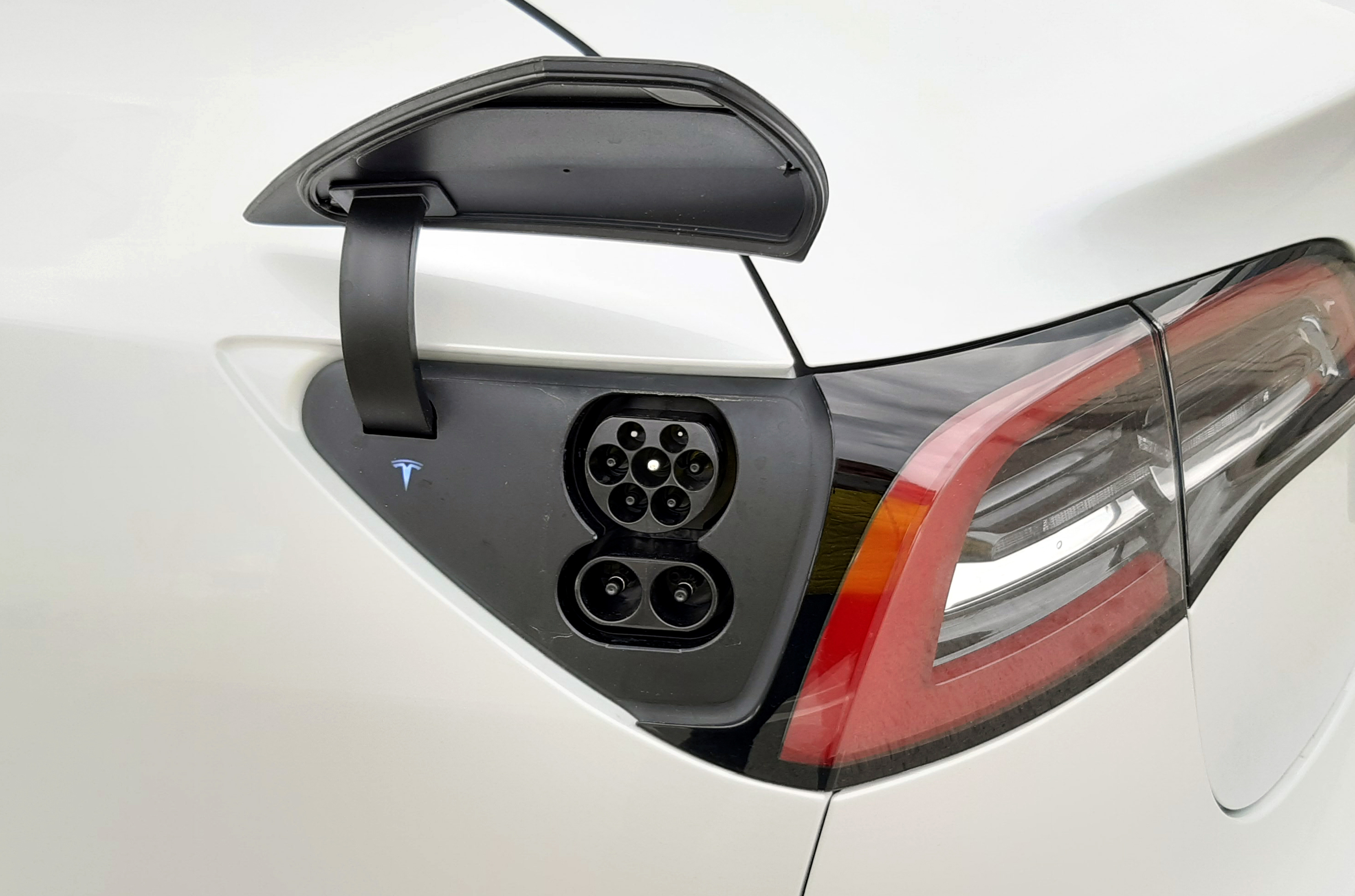
Enchufe de carga del modelo europeo.

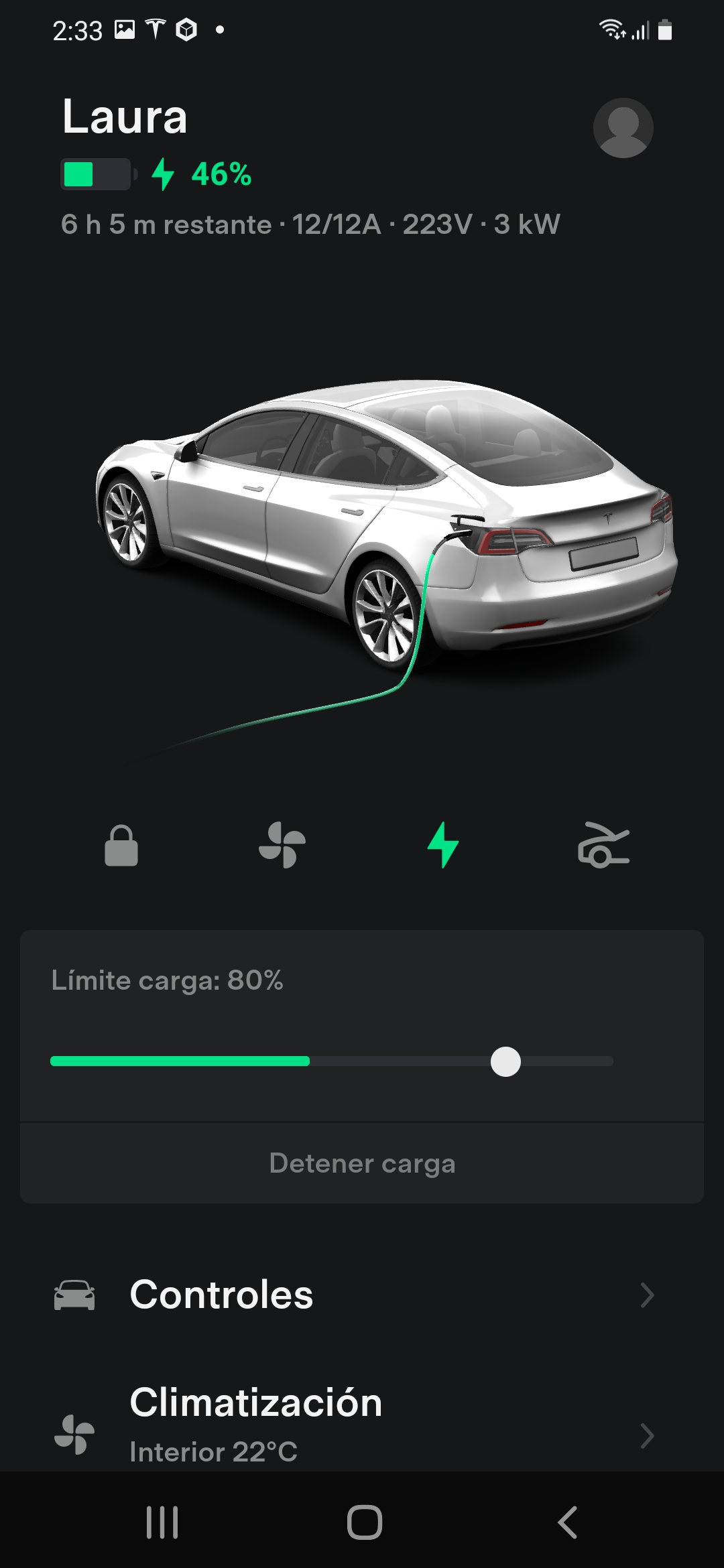
Control de carga con aplicación móvil.

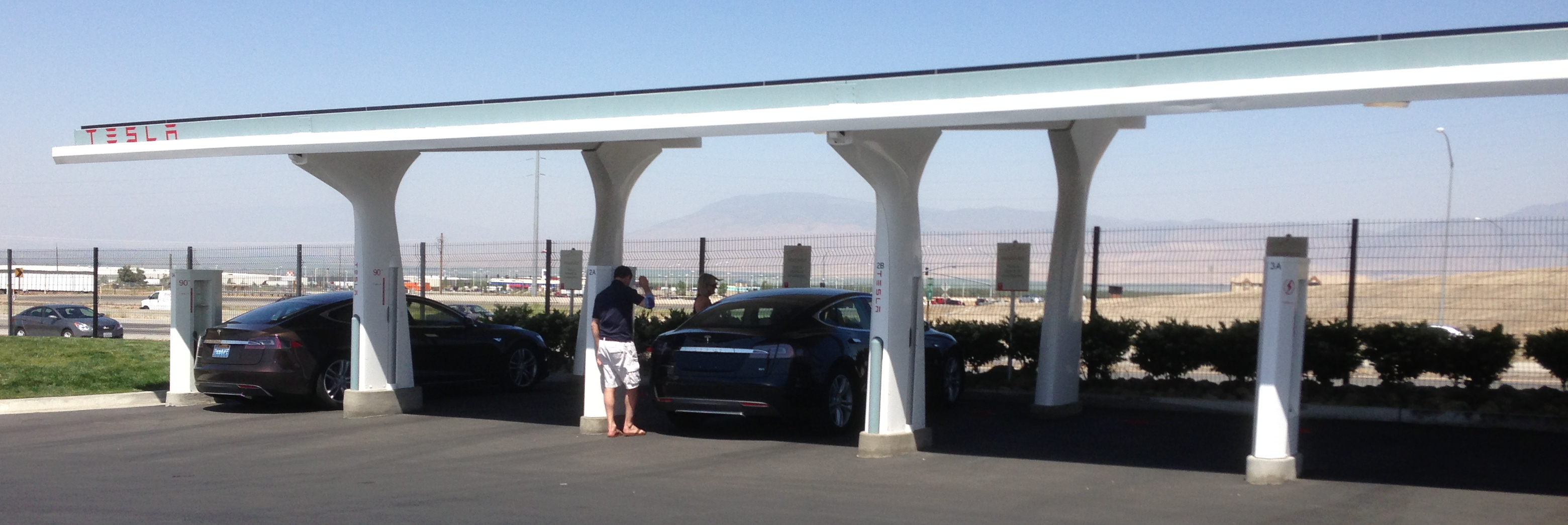
Estación de carga alimentada por energía solar mediante paneles instalados en la cubierta.

El cargador integrado permite una potencia de carga de hasta 11 kW (15,0 CV).
De serie trae un conector llamado "Tesla Mobile Connector", que permite cargar hasta 3 kW (4,1 CV) en toma doméstica y 3,7 kW (5 CV) con el adaptador azul industrial de 16A.
También dispone de serie de un conector tipo 2 que permite cargar hasta 11 kW (15,0 CV) en cargadores públicos y powerwalls.
Su sistema de carga es capaz de cargar en cualquier parte del mundo, debido a que se adapta a todo tipo de voltajes y amperajes, lo cual le proporciona mayor libertad para los viajes.
Cuenta con un conector de carga rápida en corriente continua Sistema de Carga Combinado (CCS Combo).
El modelo básico venía equipado de serie para la carga rápida llamada supercharging de hasta 120 kW (163 CV; 161 HP) en los supercargadores de Tesla o en otras redes de cargadores rápidos.
En marzo de 2019 Tesla lanzó una actualización telemática por la que retiró de los vehículos el límite de 120 kW (163 CV; 161 HP), que les permitió cargar hasta 150 kW (204 CV; 201 HP) en toda la red de supercargadores, que representa un aumento del 21% en la velocidad de carga. Tesla también anunció la versión Supercharger V3 en la que, usando PowerPacks de 1 MW (1360 CV; 1341 HP) y cables refrigerados por líquido, conseguía potencias de recarga de hasta 250 kW (340 CV; 335 HP) en cada poste para el Model 3, consiguiendo una tasa de recuperación de autonomía de hasta 1600 km/h (994 mph) de recarga. También lanzó una actualización telemática con la que acondiciona la temperatura de la batería cuando el vehículo se encamina a un supercargador de manera que se reduce en un 25% el tiempo de carga medio.
En 2012 Tesla inició la instalación de supercargadores. En julio de 2020 Tesla disponía en todo el mundo de 1971 estaciones de recarga rápida con 17 467 puntos de recarga. De serie la recarga en supercargadores Tesla es de pago.

## Refrigeración

### Superbotella
Para el Model 3 se diseñó un sofisticado depósito para el sistema de refrigeración bautizado Superbottle (Superbotella) que lleva impreso un dibujo de una botella con capa al estilo de los superhéroes. En un sistema de refrigeración típico hay un depósito, una bomba, un intercambiador de calor y tubos que unen todos los componentes que están separados. La Superbotella tiene dos bombas, un intercambiador de calor y una válvula de control del refrigerante en la misma unidad. Se encarga de mantener la temperatura adecuada en la batería, el motor y los componentes de la electrónica de potencia.
Para no usar una resistencia eléctrica para calentar la batería, Tesla hace funcionar en vacío el motor eléctrico de tracción para producir calor para la batería.
Las ventajas de la Superbotella son:
- Aumento de la "modularidad" debido a la integración de bombas, actuadores y válvulas en la unidad.
- Reducción del espacio.
- Mejoras en el servicio de reparación y mantenimiento.
- Ahorros potenciales asociados a la integración de componentes.
- Reducción potencial de peso asociada a las piezas de montaje.
- Reducción de costes de ensamblado porque viene en una unidad.
- Reducción del tiempo de montaje debida a la integración de componentes y uso de piezas de conexión rápida.[68]

A partir de octubre de 2023 se sustituyó la superbotella por la octovalve (octoválvula).

### Bomba de calor y «octovalve»

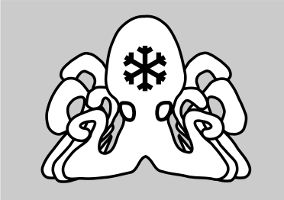
Dibujo impreso en «Octovalve»

En los vehículos anteriores Tesla utilizó resistencias eléctricas para la calefacción, que en el Model 3 tenían una potencia de 7 kW (9,5 CV). La ventaja es que calientan mucho y muy rápido, pero a costa de reducir la autonomía con temperaturas bajas. Tesla diseñó un sofisticado sistema de bomba de calor con una válvula óctuple («octovalve»). Usando técnicas Printed Circuit Board (Placa de circuitos impresos PCB) se diseñó el intercambiador de calor que hubiese sido físicamente imposible realizar con los medios habituales. Usa un bucle local para su activación rápida y para extender el rango de temperaturas usable.
Las bombas de calor funcionan al revés que el aire acondicionado, ya que capturan calor del exterior y lo introducen en el interior. Comparadas con las resistencias eléctricas tienen un coeficiente de eficiencia tres veces mejor hasta temperaturas de unos −3 °C (26,6 °F) en que ya no pueden capturar suficiente calor del ambiente. En septiembre de 2018 Tesla registró una patente, mediante la cual el compresor de la bomba de calor y/o el soplador pueden funcionar de forma ineficiente, produciendo pérdidas en forma de calor, que se llevan al interior del habitáculo. Esto evita que el Model Y tenga que usar resistencias eléctricas de alto consumo para la calefacción, lo que perjudicaría su autonomía.
Como huevo de Pascua en hardware la octovalve (válvula óctuple) tiene impresa en relieve una caricatura de un pulpo con el símbolo estrellado de un copo de nieve.
En tres meses de 2020 Tesla realizó 13 cambios de diseño en el sistema octovalve que llevó a la producción, incluyendo una carcasa de material acústico para reducir el ruido producido por la bomba de calor.

## Comodidad

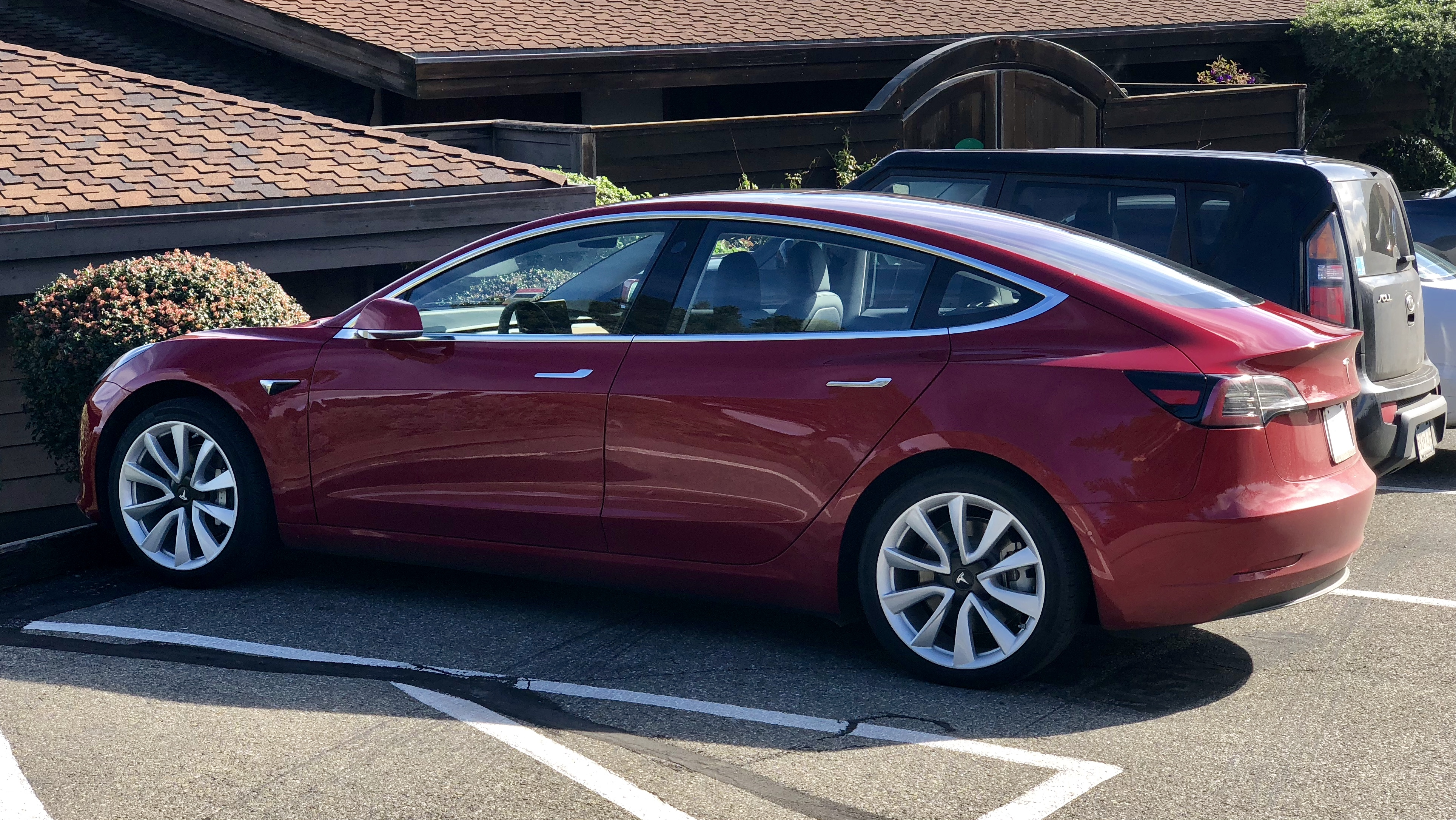
Estacionado, vista trasera del lado del piloto.

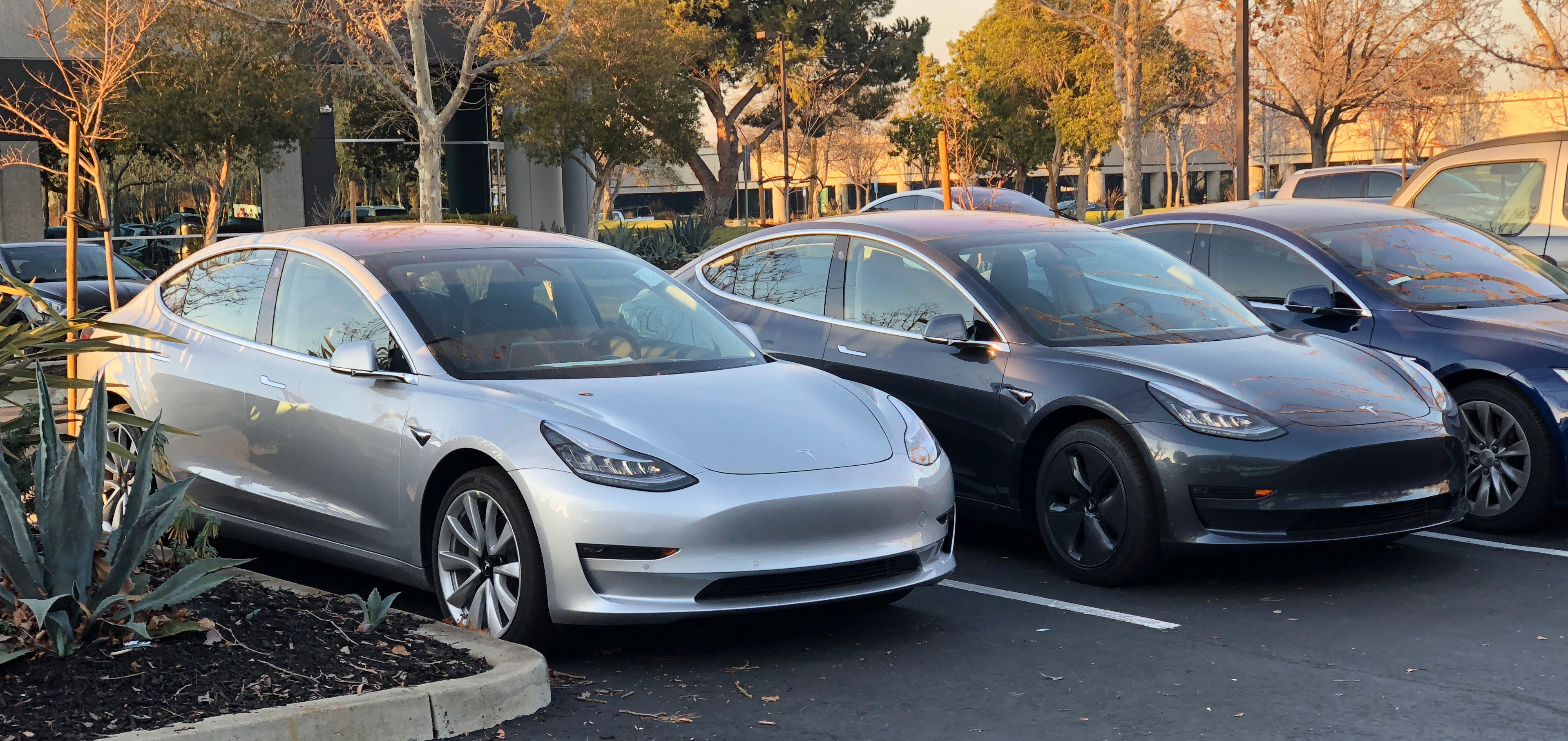
En colores plateado y plateado medianoche.

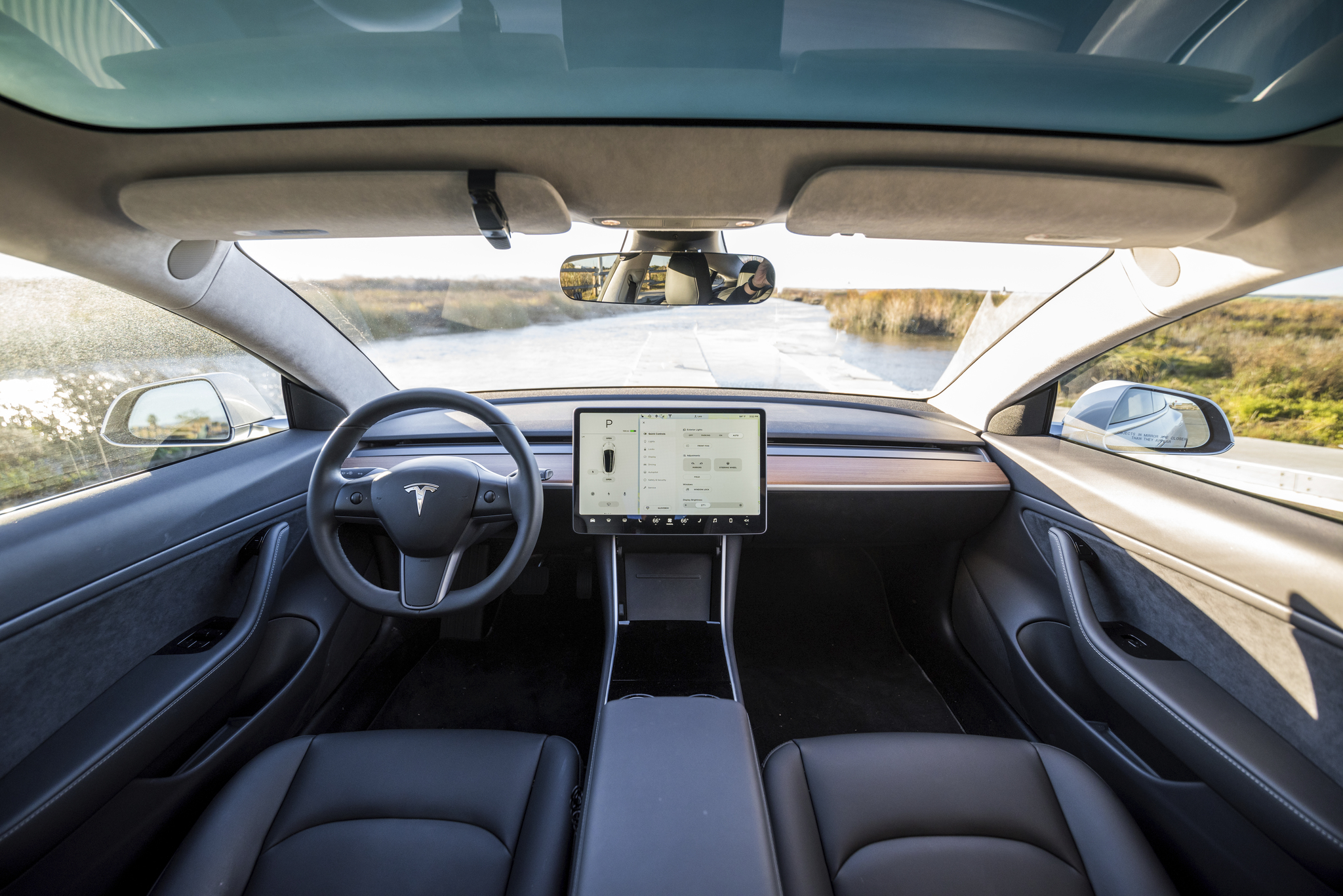
Interior.

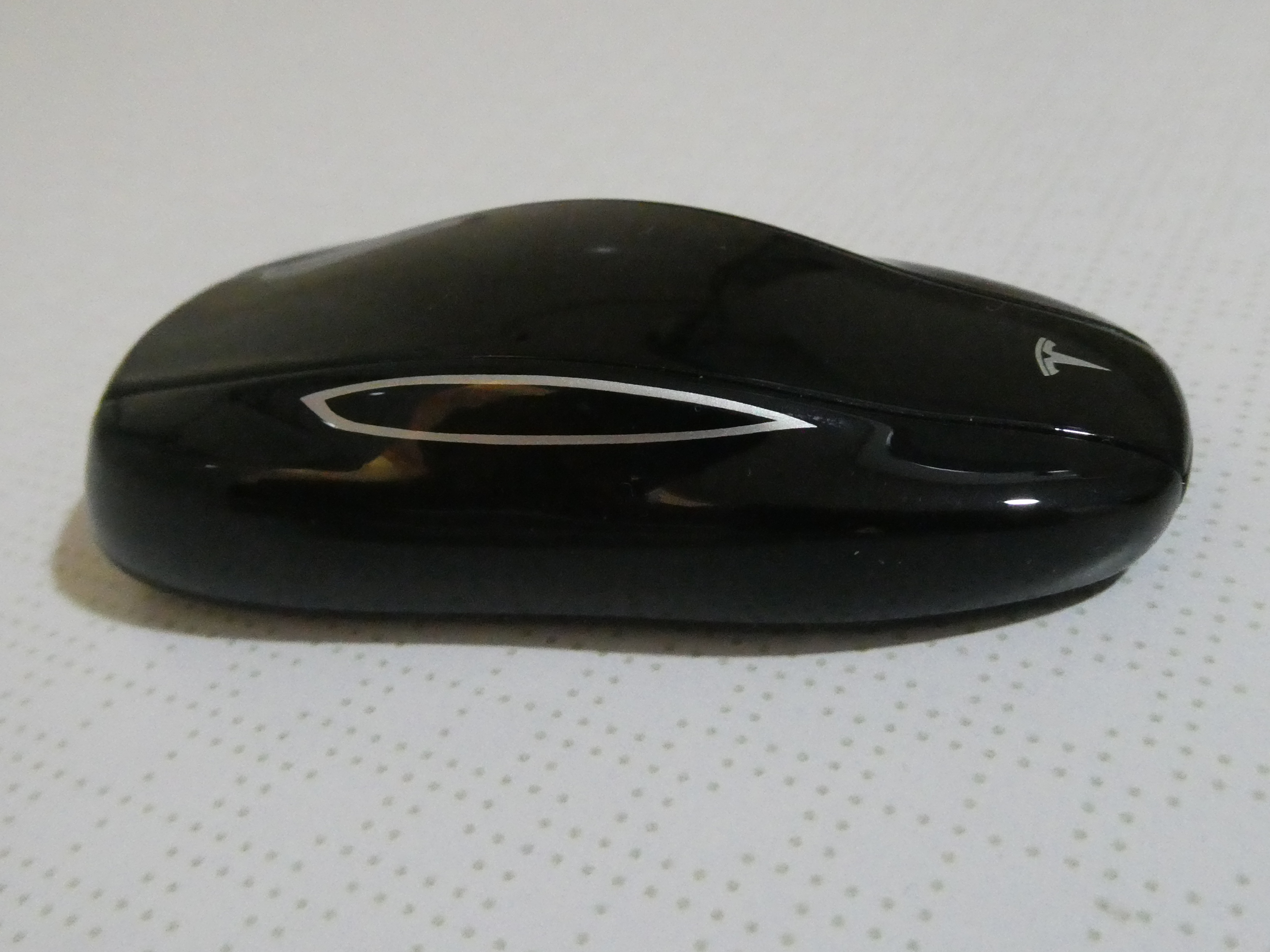
Llave inalámbrica opcional.

De serie dispone del hardware para la función de manejo asistido Autopilot y todas las funciones de seguridad activa asociadas. Las funciones de seguridad del Autopilot están incluidas en el modelo base, mientras que las funciones de comodidad como control de velocidad de crucero adaptativo, cambio de carril asistido, aparcamiento automático, estaban disponibles como opción hasta que en abril de 2019 se incluyeron de serie.
Puede llevar cinco pasajeros con comodidad. Tiene una cajuela de 560 L (19,8 pies cúbicos) en la parte trasera y otra de 85 L (3 pies cúbicos) en la parte delantera (frunk) donde cabe una maleta pequeña como la que permiten llevar en la cabina de los aviones. La capacidad total es de 425 L (15,0 pies cúbicos). La capacidad de carga total es superior a cualquier otro turismo de sus medidas exteriores. Puede alojar en el interior una tabla de surf de 210 cm (82,7 pulgadas). Con los asientos traseros abatidos puede llevar una bicicleta dentro.
La carrocería es tipo sedán de cuatro puertas.
El techo de cristal panorámico continuo le proporciona más espacio sobre la cabeza y una sensación de apertura al exterior. Tiene protección del 99% para la radiación ultravioleta.
Opcionalmente se pueden instalar barras de transporte en el techo.
No tiene un panel de instrumentos frente al piloto. Dispone en el centro del tablero de una pantalla táctil de 15 pulgadas (38,1 cm) horizontal donde se presentan toda la información del panel de instrumentos, climatización, radio, teléfono, internet y navegación. El sistema operativo está basado en GNU/Linux.
No tiene llave de apertura, ya que usa un sistema Bluetooth desde el teléfono móvil para el acceso y puesta en marcha. Como sistema de emergencia dispone de una tarjeta de proximidad que permite abrir las puertas y arrancar el coche. Puede gestionar hasta 19 llaves que pueden ser teléfonos móviles, tarjetas o llaves inteligentes. Opcionalmente se puede comprar una llave inalámbrica que permite abrir el coche, la cajuela trasera y delantera.
Para la apertura interior de las puertas dispone de un botón en cada puerta que al tocarlo desbloquea la puerta y la abre un poco hacia afuera. Además, en la puerta del conductor tiene un tirador normal para abrir la puerta en caso de emergencia.
Está fabricado con acero en su mayor parte y tiene algunas piezas de aluminio. Las puertas son de aluminio.
No tiene antenas exteriores, ya que están integradas en el parabrisas trasero y dentro de los retrovisores exteriores.
Las ruedas de la versión Standard vienen con unos tapones de plástico Aero que reducen las turbulencias del aire mejorando en un 10% la autonomía en carretera.
Para la ventilación delantera en vez de toberas cuenta con unas ranuras horizontales donde el flujo y la dirección del aire se controlan electrónicamente.
Los faros se pueden regular en altura eléctricamente desde la pantalla y el volante.
Los brazos del limpiaparabrisas cuando no se usan se retraen hacia abajo para mejorar la aerodinámica y reducir el ruido.
Los pulverizadores de agua para el parabrisas están integrados en los brazos limpiaparabrisas. El brazo grande tiene tres pulverizadores y dos el pequeño. Los pulverizadores están a menos de 2 cm (0,8 pulgadas) del cristal, no precisan ajustes y cuando se activan nunca mojan a otros vehículos.
El freno regenerativo tiene dos posiciones: Standard y Low.
La versión básica tiene tracción trasera.
Para Europa la opción de barra de remolque de acero de alta resistencia con adaptador extraíble es capaz de remolcar hasta 910 kg (2006 libras).
| Modelo                                   | Modelo                                   | Tracción trasera                  | Gran Autonomía AWD                                           | Performance AWD                                              |                    |
| ---------------------------------------- | ---------------------------------------- | --------------------------------- | ------------------------------------------------------------ | ------------------------------------------------------------ | ------------------ |
| Disposición de los motores               | Disposición de los motores               | Uno en el eje trasero             | Dos                                                          | Dos                                                          |                    |
| Producción                               | Producción                               | Septiembre 2023–presente          | Septiembre 2023–presente                                     | Abril 2024–presente                                          |                    |
| Autonomía (combinada)                    | EPA                                      | 438 km (272 millas)               | 549 km (341 millas)                                          | 477 km (296 millas)                                          |                    |
| Autonomía (combinada)                    | WLTP                                     | 513 km (319 millas)               | 629 km (391 millas)                                          | 528 km (328 millas)                                          |                    |
| Capacidad de la batería                  | Capacidad de la batería                  | 57,5 kWh (207 MJ)                 | 82 kWh (295 MJ)                                              | 82 kWh (295 MJ)                                              |                    |
| Carga DC                                 | Carga DC                                 | hasta 170 kW (231 CV; 228 HP)     | hasta 250 kW (340 CV; 335 HP)                                | hasta 250 kW (340 CV; 335 HP)                                |                    |
| Carga AC (por hora)                      | Carga AC (por hora)                      | 42 km (26,1 millas) a 240 V, 32 A | 64 km (39,8 millas) a 240 V, 48 A                            |                                                              |                    |
| Tipo de motor                            | Tipo de motor                            | Síncrono de imán permanente       | Trasero síncrono de imán permanente y delantero de inducción | Trasero síncrono de imán permanente y delantero de inducción |                    |
| Peso                                     | Peso                                     | 1765 kg (3891 libras)             | 1847 kg (4072 libras)                                        |                                                              |                    |
| Aceleración de 0 a 60 mph (0 a 97 km/h)  | Aceleración de 0 a 60 mph (0 a 97 km/h)  | 5.8 segundos                      | 4.2 segundos                                                 | 2.9 segundos                                                 |                    |
| Aceleración de 0 a 100 km/h (0 a 62 mph) | Aceleración de 0 a 100 km/h (0 a 62 mph) | 6.1 segundos                      | 4.4 segundos                                                 | 3.1 segundos                                                 |                    |
| Velocidad máxima                         | Velocidad máxima                         | 201 km/h (125 mph)                | 201 km/h (125 mph)                                           | 262 km/h (163 mph)                                           | 262 km/h (163 mph) |

| Modelo                                   | Standard                            | Standard Plus              | Mid Range                  | Long Range RWD                                  | RWD                                             | Long Range AWD                                     | Performance                                        |
| ---------------------------------------- | ----------------------------------- | -------------------------- | -------------------------- | ----------------------------------------------- | ----------------------------------------------- | -------------------------------------------------- | -------------------------------------------------- |
| Producción                               | marzo de 2019-                      | marzo de 2019-octubre 2021 | octubre 2018-marzo de 2019 | julio 2017-junio de 2019                        | noviembre de 2021-septiembre de 2023            | julio de 2018-septiembre de 2023                   | julio de 2018-septiembre de 2023                   |
| Autonomía (EPA)                          | 354 km (220 millas)                 | 386 km (240 millas)        | 425 km (264 millas)        | 499 km (310 millas)                             |                                                 | 499 km (310 millas)                                | 499 km (310 millas)                                |
| Autonomía (WLTP)                         |                                     | 415 km (258 millas)        |                            | 600 km (373 millas)                             | 491 km (305 millas)                             | 560 km (348 millas) 614 km (382 millas) (nov 2021) | 530 km (329 millas) 547 km (340 millas) (nov 2021) |
| Aceleración de 0 a 60 mph (0 a 97 km/h)  | 5.6 segundos                        | 5.3 segundos               | 5.6 segundos               | 5.1 segundos                                    |                                                 | 4.5 segundos                                       | 3.3 segundos                                       |
| Aceleración de 0 a 100 km/h (0 a 62 mph) |                                     | 5.6 segundos               |                            | 5.4 segundos                                    | 6.1 segundos                                    | 4.6 segundos 4.4 segundos (nov 2021)               | 3.4 segundos 3.3 segundos (nov 2021)               |
| Velocidad máxima                         | 210 km/h (130 mph)                  | 225 km/h (140 mph)         | 225 km/h (140 mph)         | 225 km/h (140 mph)                              | 225 km/h (140 mph)                              | 233 km/h (145 mph)                                 | 260 km/h (162 mph)                                 |
| Peso                                     | 1611 a 1704 kg (3552 a 3757 libras) |                            | 1672 kg (3686 libras)      | 1726-1847 kg (3805-4072 libras)                 | 1825 kg (4023 libras)                           | 1726 kg (3805 libras)                              | 1847 kg (4072 libras)                              |
| Motor trasero                            | 225 kW (306 CV; 302 HP)             | 225 kW (306 CV; 302 HP)    | 225 kW (306 CV; 302 HP)    | 225 kW (306 CV; 302 HP)                         | 208 kW (283 CV; 279 HP)                         | 197 kW (268 CV; 264 HP)                            | 225 kW (306 CV; 302 HP)                            |
| Motor delantero                          |                                     |                            |                            |                                                 |                                                 | 154 kW (209 CV; 207 HP)                            | 154 kW (209 CV; 207 HP)                            |
| Distribución de peso delantero/trasero   | 47%/53%                             |                            | 48%/52%                    | 48%/52%                                         |                                                 | 50%/50%                                            | 50%/50%                                            |
| Capacidad de la batería                  | 54 kWh (194 MJ)                     | 54 kWh (194 MJ)            | 65 kWh (234 MJ)            | 80,5 kWh (290 MJ) con 78,2 kWh (282 MJ) usables | 80,5 kWh (290 MJ) con 78,2 kWh (282 MJ) usables | 80,5 kWh (290 MJ) con 78,2 kWh (282 MJ) usables)   |                                                    |
| Garantía de la batería                   |                                     |                            |                            | 8 años/192 000 km (119 300 millas)              |                                                 | 8 años/192 000 km (119 300 millas)                 | 8 años/192 000 km (119 300 millas)                 |

El modelo incluye de serie:

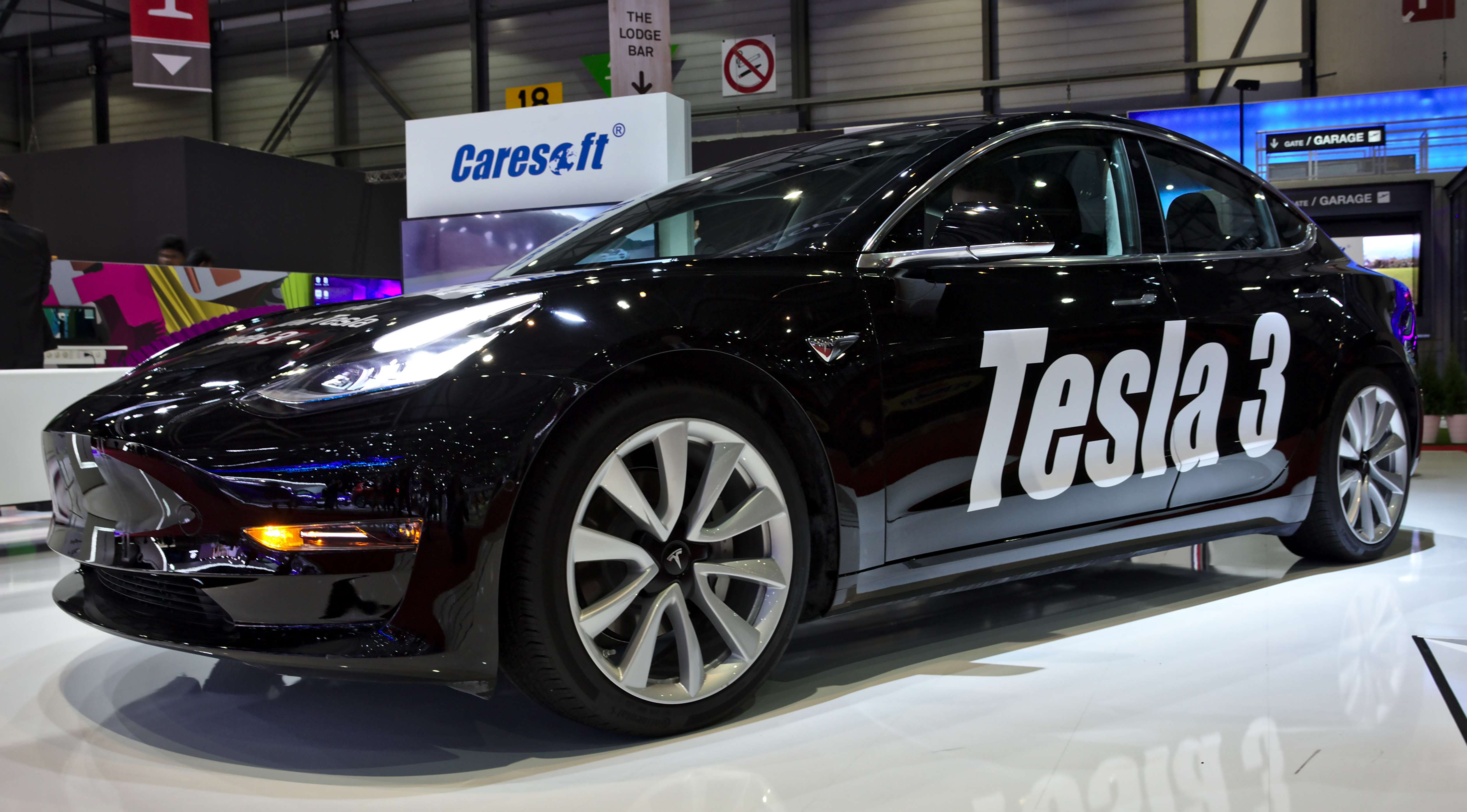
En el Salón del Automóvil de Ginebra de 2018.

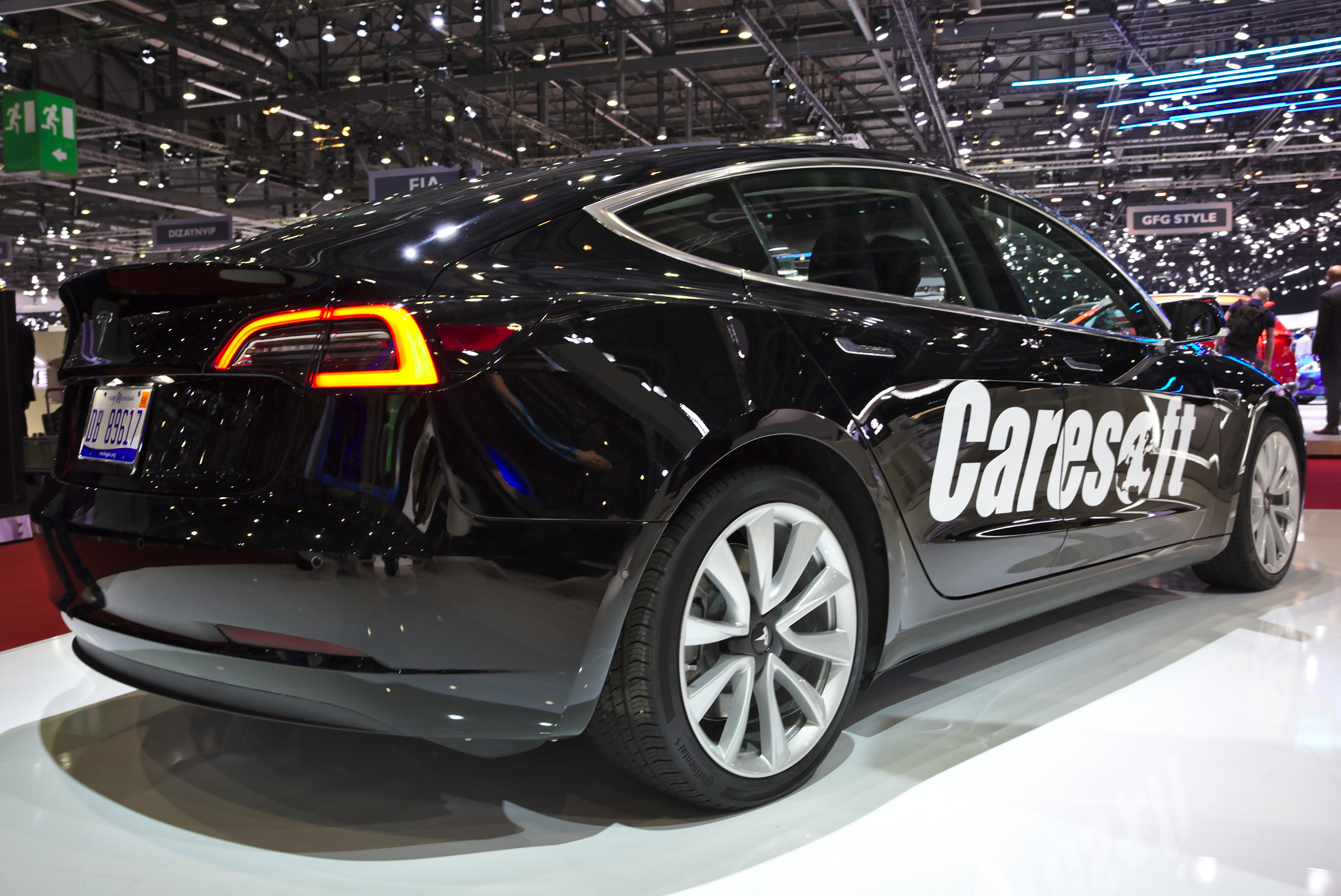
Vista trasera.

- Climatizador automático de dos zonas.
- Navegador
- Conectividad interior WiFi y LTE
- Radio FM y radio en streaming por internet
- Apertura sin llave
- Control remoto del climatizador a través de una App
- Controles activados por voz
- Teléfono manos libres bluetooth
- Streaming multimedia por bluetooth
- Asientos traseros abatibles 60/40
- Cámara trasera
- Luces led
- 8 cámaras, radar delantero y 12 sensores ultrasónicos que permiten una tecnología activa de seguridad que incluye el frenado automático de emergencia y la elusión de colisiones
- Seis bolsas de aire y dos de cortina
- Control electrónico de tracción y estabilidad
- 4 frenos de disco y freno de estacionamiento electrónico
- Sistema de alarma antirrobo
- Sistema de monitorización de la presión de los neumáticos[75]
- Autopilot: Permite que su coche gire, acelere y frene automáticamente cuando haya otros vehículos y peatones en su carril.[33]

Opciones:
- Rines de 19 pulgadas (48,3 cm).
- Paquete Prémium.
- Capacidad de conducción autónoma total: Navegación en Piloto automático: conducción automática desde la entrada hasta la salida de la autopista incluyendo cambios de carril y el adelantamiento de coches más lentos. Auto estacionamiento: tanto en sitios en paralelo como perpendiculares. Convocar: su coche aparcado se dirigirá hacia usted dondequiera que esté en un aparcamiento. A finales de 2020: Reconocimiento y reacción ante semáforos y señales de stop. Conducción automática en vías urbanas.[75]

## Garantía
El vehículo tiene una garantía de 4 años o 80 000 km (49 700 millas).
La batería tiene una garantía de 8 años o 160 000 km (99 400 millas) para la versión Standard y 8 años o 192 000 km (119 300 millas) para la versión Long Range.

## Actualizaciones telemáticasOver The Air Updates(OTA)
El coche puede realizar actualizaciones de software telemáticas sin tener que llevar el vehículo al taller. Son similares a las que hacen los teléfonos móviles con su sistema operativo o sus aplicaciones. Los primeros Model 3 no podían modificar la velocidad del control de crucero desde el volante. Esto se modificó y se hizo posible mediante una actualización telemática.
La asociación Consumer Reports realizó pruebas a su Model 3 y obtuvo una distancia de frenado de 97 a 0 km/h (60 a 0 mph) en 46,3 m (152 pies), que es muy alta para su categoría. Antes de publicar los resultados lo comunicó a Tesla y Elon Musk respondió el 22 de mayo de 2018:

"Looks like this can be fixed with a firmware update. Will be rolling that out in a few days. With further refinement, we can improve braking distance beyond initial specs. Tesle won't stop until Model 3 has better braking than any remotely comparable car…"
"Parece que esto puede ser arreglado con una actualización de firmware. La sacaremos en unos pocos días. Con un refinamiento mayor podemos mejorar la distancia de frenado más allá de las especificaciones iniciales. Tesla no parará hasta que el Model 3 tenga mejor frenada que cualquier otro coche comparable…"

En menos de una semana Tesla lanzó una actualización telemática modificando el software del sistema de frenado ABS que bajó la distancia de frenado un 14% de 46,3 a 40,5 m (152 a 133 pies). Esta mejora de la distancia de frenado mediante una actualización telemática fue la primera en hacerse en un coche de serie.
En agosto de 2018 una actualización de software añadió una capa de seguridad y permitió a los usuarios activar la función PIN para manejar (PIN to Drive) de manera que, además de tener una llave, tarjeta o teléfono, el chofer tenía que introducir un número de 4 cifras para iniciar la marcha.
En octubre de 2018 los usuarios pudieron actualizar a la versión 9 que tenía las siguientes mejoras:
- Actualizaciones remotas iniciadas desde el teléfono móvil.

- Posibilidad de grabar la señal de video de la cámara frontal a un pendrive USB actuando como un Digital Video Recorder (DVR).

- Aplicación de calendario integrada con el calendario del teléfono inteligente.

- Aplicación de energía que muestra el consumo pasado, presente y proyectado.

- Navegador web.

- Aplicación que muestra la imagen de la cámara trasera.

- Activación de las 8 cámaras para visualizar los vehículos circundantes y los ángulos muertos.

- Desplazamiento a la izquierda del panel de indicaciones de navegación. Esta petición fue realizada por muchos usuarios.

- Juegos Atari: Missile Command, Asteroids, Lunar Lander y Centipede.[82]

En la actualización versión 2018.42 v9 Tesla incrementó la fuerza de la frenada regenerativa para mejorar la experiencia de conducción y para aumentar la cantidad de energía inyectada a la batería cuando se decelera.
En diciembre de 2018 Tesla incluyó una aplicación de flatulencias para gastar bromas.
En febrero de 2019 Tesla añadió Sentry Mode (modo centinela) con la capacidad de que las cámaras del coche puedan detectar posibles amenazas, grabarlas en un pendrive, activar la alarma y mandar una alerta al móvil del propietario.
También incorporó Dog Mode (modo perro) en el que se puede dejar una mascota dentro del vehículo con el sistema de climatización en una temperatura confortable y un mensaje de aviso a los peatones en la pantalla. Este modo se añadió al Cabin Overheat Protection (protección contra el sobrecalentamiento del habitáculo) de 2016 que, con el coche apagado, permite mantener en el habitáculo una temperatura segura durante horas.
En marzo de 2019 Tesla anunció una actualización para todos los Model 3 que aumentaba un 5% el pico de potencia y para el Model 3 Performance un aumento de la velocidad máxima hasta 260 km/h (162 mph).
En marzo de 2019 lanzó una actualización telemática con la que acondiciona la temperatura de la batería cuando el vehículo se encamina a un supercargador de manera que se reduce en un 25% el tiempo de carga medio. También permitió la supercarga V3 de hasta 250 kW (340 CV; 335 HP) en los supercargadores actualizados a dicha potencia.
En marzo de 2019 una actualización telemática para los Model 3 en Europa, que añadió la función de Dynamic Brake Lights (luces de freno dinámicas) con la que las luces de freno parpadean rápidamente en las frenadas bruscas y, una vez que el vehículo se ha detenido, se activan las luces de emergencia hasta que se aprieta el acelerador o se desactivan con el botón correspondiente.
En septiembre de 2019 Tesla lanzó la versión 10 con las siguientes mejoras:
- Tesla Theater. Estando aparcado y conectado a WiFi se pueden ver videos de YouTube y Netflix.

- Karaoke. Las letras de las canciones de karaoke se muestran en sincronía con la música. El servicio lo proporciona la empresa de servicios web Stingray Karaoke.

- Mejoras de visualización del entorno. Se muestran más objetos y líneas alrededor del vehículo. Se puede hacer zoom y girar la visualización de forma temporal.

- Cambio de carril automático. Mejora en la visualización en la que muestra la posición futura del vehículo.

- Feeling lucky, Feeling hungry. En el navegador se añaden estos botones que llevan a lugares de interés o restaurantes cercanos.

- Mejoras en los mapas. Al pulsar sobre un punto de interés aparece más información y se puede llamar o visitar la página web asociada. También aparece la distancia hasta el punto.

- Mejoras en Sentry Mode (Modo centinela). En el USB se borrarán las grabaciones de video antiguas cuando su ocupación supere los 5 GB.

- Modo Joe. Permite reducir el nivel de los avisos sonoros para minimizar las molestias a los pasajeros, especialmente niños.

- Mejoras en la descarga de actualizaciones. Se visualiza la versión descargada y el progreso en la instalación.

- Juego Cuphead. Se puede jugar conectando un controlador Xbox al conector USB.[89]

- Smart Summon. Para los usuarios con manejo autónomo total (FSD), que permite convocar al vehículo desde la APP en un estacionamiento hasta 50 m (164'1/2") de distancia para que el vehículo acuda autónomamente hasta la posición que se le indique. En Europa los legisladores no autorizaron la activación de esta función.

- Spotify. Se añade el servicio Spotify en Norteamérica. En Europa estaba disponible desde hacía varios años.

En noviembre de 2019 Tesla lanzó una actualización de software 2019.36.1 que aumentaba la potencia, prestaciones y aceleración en un 5% tras optimizar por software el control del motor eléctrico. Añadió la función de Scheduled Departure (Salida Programada) mediante la que se puede programar la hora en la que la carga alcanzará el tope indicado. La función de Automatic Navigation (Navegación Automática) inicia en el navegador la ruta habitual a esa hora o la ruta hacia el destino agendado en el calendario. Ofreció la opción de conducción con un pedal de manera que cuando se levanta el pie del acelerador el coche decelera y se detiene.
En abril de 2020 una actualización de software añadió un visor para revisar en la pantalla los videos grabados por las cámaras al circular o en el modo centinela. También añadió la posibilidad de ver en el navegador si un cargador rápido supercharger está fuera de servicio o con potencia limitada. En los vehículos con FSD HW3 se mejoró la visualización añadiendo semáforos, señales de Stop y conos de obras.
En junio de 2020 una actualización de software permitía mostrar en pantalla las imágenes de las cámaras laterales al mismo tiempo que se mostraba la imagen de la cámara trasera. Esto eliminaba los puntos ciegos y podía visualizarse sin límite de velocidad.
En julio de 2020 una actualización de software desactivaba el flujo del aire acondicionado en el lado del acompañante cuando no había una persona sentada en ese asiento. Esto permite reducir el consumo en los días calurosos.
En julio de 2021 una actualización permitió las siguientes mejoras:
- Modo lavado: Desde la pantalla se puede seleccionar el modo lavado, que cierra todas las ventanas, bloquea el puerto de carga, desactiva los limpiaparabrisas, desactiva el modo centinela, desactiva el cierre por alejamiento, desactiva los avisos de obstáculos cercanos y para los lavaderos automáticos con cinta de arrastre selecciona el punto muerto y evita el frenado de las ruedas cuando el conductor sale del vehículo.

- Para los vehículos con espejos antideslumbramiento automáticos se puede desactivar la función automática.

- Mejoras en la grabación de vídeo. El vehículo graba un vídeo en la memoria interna con los momentos anteriores a un accidente o al disparo de un airbag. Las grabaciones no se transmiten a Tesla. Insertando un pendrive se puede copiar el vídeo de la memoria interna al pendrive.

- Indicador de autonomía. Desde la pantalla principal se puede pulsar sobre el icono de la batería para mostrar la autonomía en porcentaje o en distancia.

- Permanecer conectado a wifi. Una opción permite que el coche siga conectado a wifi cuando se inicia el movimiento.[96]

En diciembre de 2021 se lanzó la versión 11 de software con nuevas funciones:
- Espectáculo de luces (Light Show). Efectúa un espectáculo de luces y sonido usando las luces, las bocinas, las ventanillas y los retrovisores. Los vehículos equipados con faros matriciales pueden proyectar gráficos. Tesla desarrolló el software de código abierto XLights con el que se pueden programar espectáculos similares en vehículos de otras marcas.

- Nuevo interfaz simplificado. El lanzador de aplicaciones es personalizable.

- Navegación mejorada. Permite añadir y editar puntos intermedios (waypoints). Calcula automáticamente el nivel de batería y la hora de llegada a cada punto. Permite ocultar los puntos de interés.

- Nuevos juegos. Sonic the Hedgehog, The Battle of Polytopia multijugador y Sudoku.

- Entretenimiento. TikTok en algunos países. Grabadora Megaphone proyecta la voz por la bocina externa.

- Audio. Añade cinco niveles de audio inmersivo. En el modo automático se adapta al contenido. Se puede ajustar la salida del subwoofer de forma independiente.

- Cámara de ángulo muerto. Al poner el intermitente se muestra en la pantalla la vista de la cámara lateral correspondiente.

- Acceso directo a las cámaras del modo centinela. Desde la app de Tesla en el teléfono inteligente se pueden ver las imágenes de las cámaras del vehículo en tiempo real.

- Mejoras para el tiempo frío. Se puede calentar el puerto carga y preacondicionar el habitáculo con un estado de carga menor. Los asientos delanteros activan automáticamente el calentador de asiento según el control de climatización.[97]

En septiembre de 2022 una actualización añadió las siguientes mejoras:
- Rutas alternativas. Al introducir un destino en el navegador se muestran hasta tres rutas indicando los tiempos aproximados. Por defecto el navegador tomará la más rápida, salvo que el piloto seleccione otra en la pantalla.[98]

- Mejoras en la app de energía. Muestra detalles de la cantidad de energía utilizada mientras se conduce o se está estacionado. Se ve cuánta energía consumen los diferentes componentes del vehículo, los comportamientos de conducción y las condiciones ambientales. Muestra la energía utilizada en comparación con la previsión del trayecto y el indicador de la batería. Aporta sugerencias personalizadas para utilizar la energía de forma más eficiente.[99]

En julio de 2023 una actualización de software añadió las siguientes mejoras:
- Carga solar. Si se dispone de paneles solares y una batería Tesla Powerwall se puede configurar para que el coche se cargue con el exceso de energía solar de los paneles.

- Luces de cruce automáticas cuando se activen los limpiaparabrisas.

- Notificación de que el destino va a cerrar pronto. El coche avisa que el destino comercial en el navegador va a cerrar pronto o estará cerrado al llegar.

- Controladores bluetooth. Se pueden usar controladores bluetooth para jugar a los videojuegos disponibles en el coche.

- Cámaras múltiples en la aplicación. De forma remota desde la aplicación móvil se pueden ver varias cámaras simultáneamente.[100]

## Manejo autónomo
Todos los Model 3 están equipados con las computadoras y cámaras para realizar el manejo autónomo FSD.
En abril de 2024 Tesla ofreció durante un mes una prueba gratuita de la versión 12.3 de Tesla FSD supervisada a los propietarios en Estados Unidos y Canadá. Esa versión y posteriores podían conducir el vehículo a casi todas partes, haciendo cambios de carril, seleccionando el camino en las bifurcaciones, navegar junto a otros vehículos y objetos y realizar giros a la izquierda y a la derecha. El conductor debía permanecer atento y supervisar lo que hiciera el vehículo sin ser complaciente.

## Producción y ventas

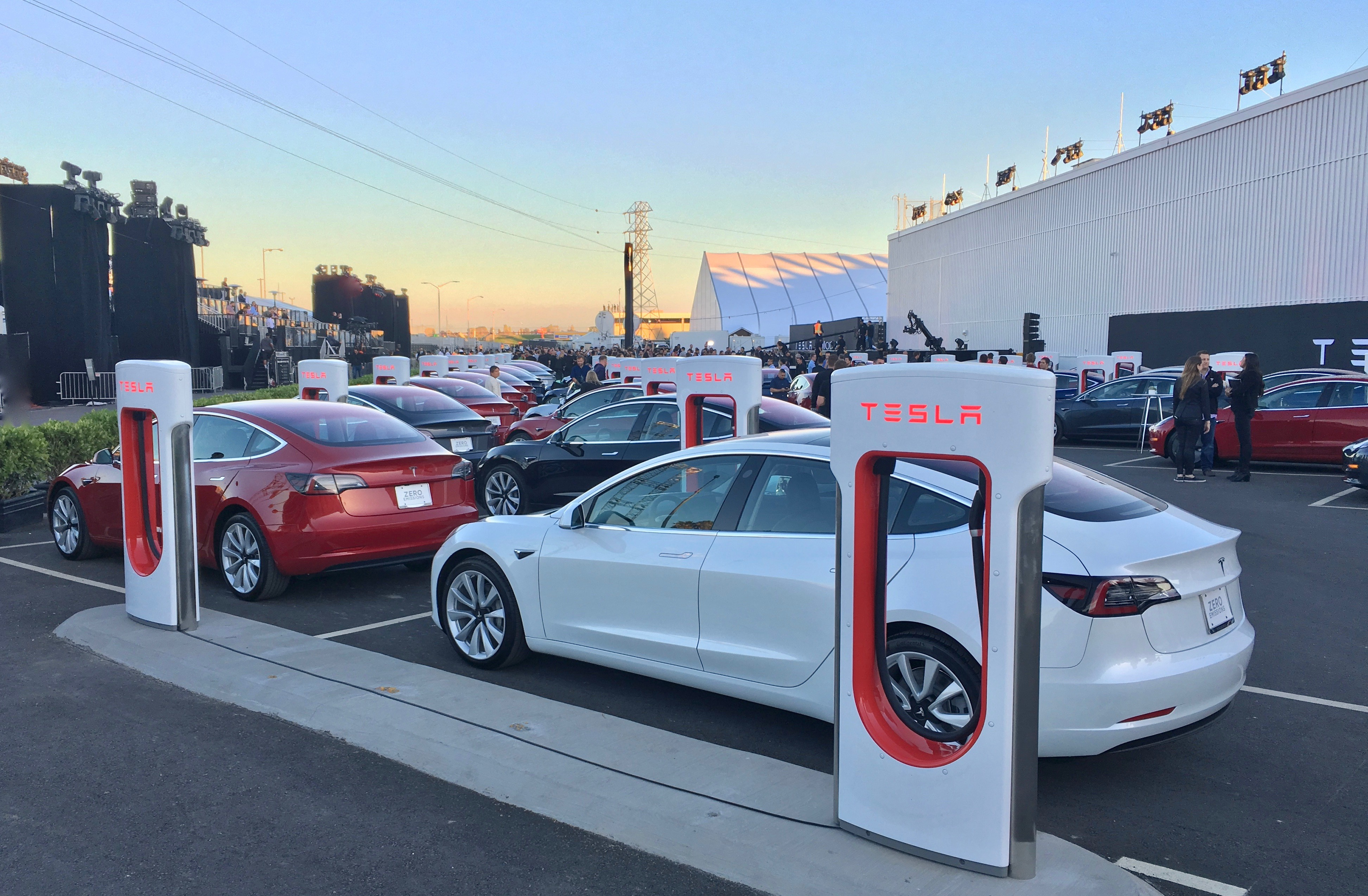
Producción de coches listos para entregar en julio de 2017.

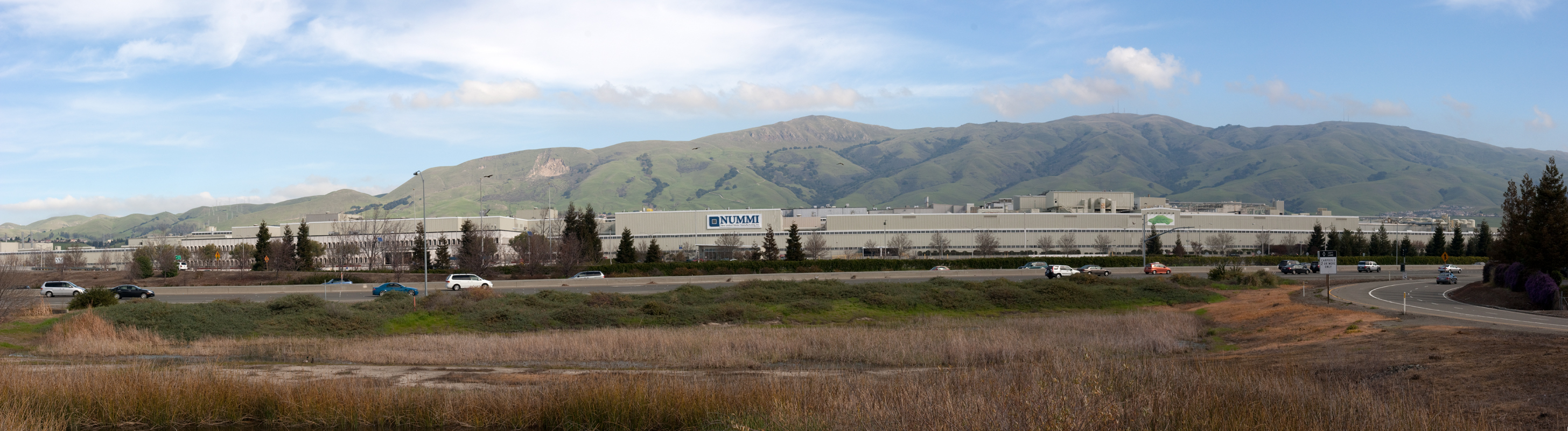
Planta Mission Peak Panorama en Fremont, California.

El 28 de julio de 2017 Elon Musk hizo entrega de los primeros 30 vehículos a empleados de Tesla. En el acto afirmó que el Tesla Model 3 tenía unas 10 000 piezas, de las que dos terceras partes se fabricaban en Norteamérica y una tercera parte en el resto del mundo.
Presentó una curva de producción en la que para diciembre de 2017 esperaban producir 5000 unidades a la semana y 10 000 unidades a la semana en 2018.
En octubre de 2018 se produjo la unidad número 100,000.
En 2018 Tesla entregó 145 846 unidades del Model 3. Al año se fabricarían unas 500 000 unidades en la fábrica de Fremont, California. Originalmente fue de General Motors y fue cerrada en 1982. En 1984 fue reabierta y operaba conjuntamente por Toyota y General Motors. Se la conocía como New United Motor Manufacturing Inc. (NUMMI). La planta funcionó durante 25 años produciendo 8 000 000 vehículos hasta que General Motors se retiró en 2009. Hasta mayo de 2010, NUMMI fabricó una media de 6,000 vehículos a la semana. En 2018 el Model 3 fue el coche de alta gama más vendido en Estados Unidos.
En 2018 y 2019 fue el modelo eléctrico más vendido en el mundo. En 2019 el Model 3 fue el séptimo turismo más vendido en Estados Unidos con 154 836 unidades.
En marzo de 2020 superó las 500 000 unidades vendidas en todo el mundo, convirtiéndose en el coche eléctrico más vendido en la historia.
Desde el primer trimestre de 2020 Tesla contabilizaba de forma conjunta la producción y entregas del Model 3 y del Model Y.
En el primer trimestre de 2020 el turismo más vendido en California fue el Model 3 con 18 856 unidades batiendo al Honda Civic que vendió 18 001 unidades.
El 30 de diciembre de 2019 Tesla entregó los 15 primeros Model 3 producidos en la Gigafactoría de Shanghái en China.
En 2020 fue el modelo eléctrico más vendido en el mundo.
En octubre de 2021, la empresa de alquiler de coches Hertz anunció que compraría 100 000 Model 3 por un importe total de US$4 200 000 000 (equivalente a $4 722 485 570 en 2023). Tesla no aplicó ningún descuento y los vendió a precio de mercado. En 2024 Hertz comenzó a revender la mayoría de esos coches, como es habitual en los coches de alquiler, teniendo un impacto a la baja en los precios de segunda mano.

## Pedidos
El 31 de marzo de 2016 durante la presentación oficial Elon Musk anunció que ya se habían reservado 115 000 unidades del Model 3. Tesla afirmó que en las primeras 24 horas recibió más de 180 000 reservas. En el segundo día las reservas superaban las 232,000. En la primera semana recibió 325 000 reservas. Eso suponía unas ventas futuras de US$14 000 000 000. Tesla afirmó que era el mayor lanzamiento de cualquier tipo de producto realizado en una semana.
El récord previo en reservas anticipadas con depósito para la compra de un coche fue el del Citroën DS de 1955, que tuvo 80 000 depósitos durante los diez días del Salón del Automóvil de París, mientras que el Model 3 tuvo 232 000 reservas en dos días.
En comparación Tesla entregó 50 658 vehículos en 2015 y 14,820 en el primer trimestre de 2016.
El 15 de mayo de 2016 Tesla tenía 373 000 reservas en firme.
Cada reserva del Model 3 implicaba el pago de US$1000 o 1000 € recuperables en caso de cancelación.

"We have obtained this level of reservations without any advertising or paid endorsements, with only a few social media posts leading up to the March 31 st unveiling, without anybody but those who were in attendance on March 31 st having had an opportunity to test drive the car, without yet publicly disclosing numerous features about the car, and with almost no attempt to drive customers to make Model 3 reservations since the week following the March 31 st unveiling..."
"Obtuvimos este nivel de reservas sin publicidad y sin patrocinios remunerados, con unos pocos mensajes en las redes sociales apuntando a la presentación del 31 de marzo de 2016, sin que nadie hubiera probado el coche, salvo los que atendieron al evento, sin haber descubierto públicamente las características del coche y casi sin ningún intento de que los clientes hicieran reservas pasada una semana del evento del 31 de marzo…"

Según Bloomberg News la presentación del Model 3 fue única en los 100 años de la industria automotriz. Mientras que en 1955 el Citroën DS alcanzó 80 000 depósitos de reserva en los 10 días del Salón del Automóvil de París, el Model 3 llegó a las 232 000 reservas en 2 días. En otra comparación el iPhone original alcanzó las 270 000 ventas y reservas en 2 días.
A finales de julio de 2017 Elon Musk afirmó que las reservas del Model 3 habían superado el medio millón. Esto suponía que Tesla había recibido más de US$500 000 000 de los clientes y tenía una facturación potencial de US$22 000 000 000, con una media de US$42 000 por vehículo. Elon Musk comentó que no reflejaba la demanda real por el Model 3, ya que Tesla estaba haciendo todo lo posible por no vender el coche

"We do everything we can to not sell the car..."
"Hacemos todo lo que podemos para no vender el coche…"

En julio de 2018 Tesla tenía 420 000 reservas del Model 3.
En diciembre de 2018 se comenzaron a formalizar los pedidos del Model 3 en Europa y China.

## Servicio y mantenimiento

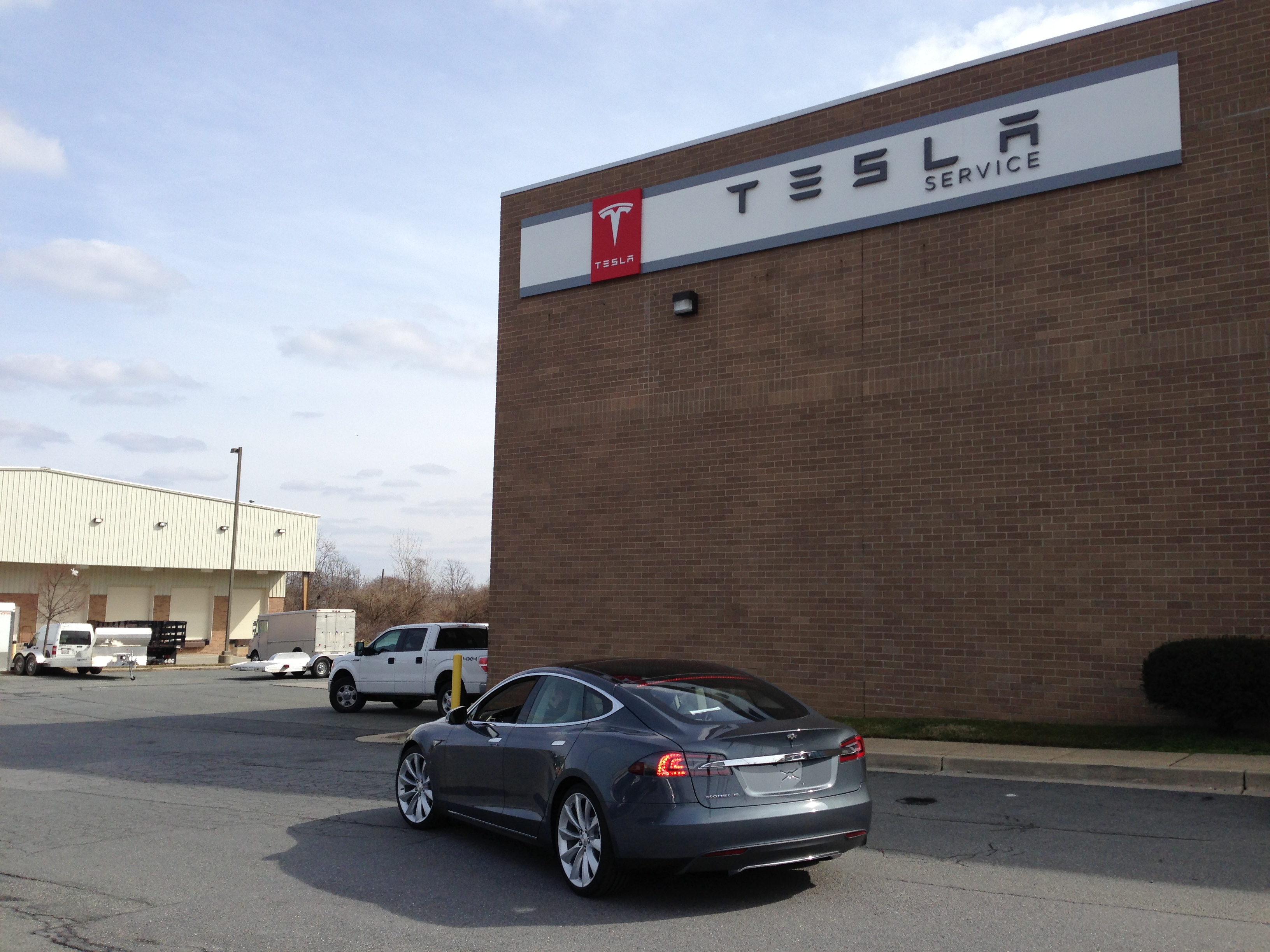
Centro de servicio Tesla.

Tesla pasó de tener 215 localidades con tiendas o talleres en abril de 2015 a 339 en marzo de 2018.
Muchos de los servicios y reparaciones que no precisan un elevador los realizan los mecánicos móviles que se desplazan con una camioneta al lugar donde está el propietario.
A diferencia de los coches con motor de combustión interna, no precisa cambios de aceite, correas, bujías, ni filtros de combustible. Con un manejo normal las pastillas y discos de freno no se desgastan porque la frenada principal la hace el freno regenerativo eléctrico.

## Nombre y logotipo
Inicialmente el Model 3 debía llamarse Model E, pero Ford Motor Company tenía registrado dicho nombre y se negó a ceder los derechos a Tesla. Tesla lo denominó Model 3, pero escribiendo el número como Model "☰" con tres rayas horizontales al igual que la "E" de Tesla en su logotipo; de este modo con los diferentes modelos se forma la palabra «SEX» (sexo).
Elon Musk registró el nombre Model Y para que con una futura versión crossover basada en el Model 3 pudiera formar la palabra «SEXY» con los cuatro modelos de Tesla.
Cuando en agosto de 2016 Tesla solicitó registrar su logo de tres rayas horizontales, Adidas afirmó que era virtualmente idéntico al suyo. El 25 de enero de 2017 Tesla cambió en su web el logotipo "☰" con tres rayas horizontales a uno numérico. El 3 de febrero de 2017 Adidas presentó un escrito ante la oficina de Patentes U.S. Patent and Trademark Office para que Tesla retirara su logo de las tres rayas horizontales porque era muy similar a su logo de las tres bandas paralelas. El 6 de febrero de 2017 Tesla retiró su solicitud de registro del logo de las tres rayas horizontales.

## Premios
- Popular Mechanics nombró al Model 3 como Coche del Año 2018 (Car of the Year).[156]
- El Model 3 recibió el premio al Diseño de 2018 de la revista Automobile magazine.[157]
- Recibió el premio Vehículo del Año 2018 del periódico The Detroit News.[158]
- La revista británica Auto Express le otorgó el premio Coche del Año 2019.[159]
- La revista británica Parkers le otorgó en 2019 los premios Coche del año, Coche eléctrico del año, Coche de empresa del año y Premio a la mejor seguridad.[160]
- En 2019 en el Reino Unido fue nombrado Coche del Año por la revista Auto Express.[161]
- En el Reino Unido en 2020 fue nombrado Coche del año por la revista Parkers, donde también fue galardonado como "Best Electric Car" y "Best Company Car", ganando el premio a la mejor seguridad para cualquier vehículo del mercado.[162]
- En 2019 el Model 3 ganó el premio de mejor coche mediano en los premios Golden Steering Wheel de Das Goldene Lenkrad.[163]
- El Model 3 fue nombrado el mejor coche eléctrico de 2019 por Edmunds y mejor coche eléctrico de lujo en 2020.[164][165]
- A finales de 2019, el Model 3 recibió Top Safety Pick+ del Insurance Institute for Highway Safety (IIHS).[166]
- En 2020 el Model 3 ganó el Coche del Año en Dinamarca, Noruega y Suiza.[167]
- En 2020 el Tesla Model 3 fue nombrado Coche del Año por un panel de 29 periodistas del motor. El director de los premios afirmó que la tecnología, prestaciones y autonomía del coche estaban cambiando las opiniones en favor de los coches eléctricos.[168]
- En 2018 el Tesla Model 3 fue elegido como uno de los mejores coches tecnológicos por el Institute of Electrical and Electronics Engineers (IEEE).[169]
- En enero de 2021 el Tesla Model 3 Standard Range Plus fue nombrado Large Electric Car of the Year por la revista What Car?,[170] que le concedió 5 estrellas sobre 5.[171]
- En mayo de 2021, el Model 3 ganó el premio New Car Award for Best Car for Families de Auto Trader UK.[172] Auto Trader le concedió 4.5 estrellas sobre 5.[173]
- En enero de 2024, the Model 3 RWD fue nombrado Executive Car of the Year por la revista What Car?.[174][175]

## Valor de recompra
A principios de 2019 Kelley Blue Book (KBB) afirmó que el Model 3 era el coche con mejor valor de recompra en el mercado de Estados Unidos con un 69.3% tras 36 meses o de 48.7% tras 60 meses.
En julio de 2020 el motor de búsqueda de coches iSeeCars analizó la depreciación en 3 años de 6 900 000 coches en Estados Unidos. El vehículo medio se depreciaba un 39%, el coche eléctrico medio se depreciaba un 53%. El vehículo que menos se depreciaba en tres años era el Model 3 con un 10.2%. El BMW i3 se depreciaba un 60.4% y el Nissan LEAF un 60.2%.

## Llamadas a taller y actualizaciones
- En diciembre de 2021, 356 309 Model 3 fabricados entre 2017 y 2020 fueron llamados al taller por la posibilidad de daños en la cámara trasera causados por la apertura y cierre de la cajuela. Tesla añadió un arnés al mazo de cables para evitar la rotura del cable o en otros casos cambió el mazo de cables de la cajuela.[178]
- En noviembre de 2022 los reguladores llamaron a taller ciertos vehículos, incluyendo el Model 3, alegando que una luz de posición trasera podría funcionar intermitentemente debido a un problema de firmware por lo que sería menos visible para otros y podría incrementar el riesgo de un choque. Tesla realizó una actualización de software telemática para solucionar el problema sin llevar los vehículos al taller.[179]
- En febrero de 2023, Tesla actualizó todos los modelos con la opción Full Self Driving Beta en Estados Unidos y Canadá. La National Highway Traffic Safety Administration (NHTSA) afirmó que el software permitía al vehículo exceder los límites o pasar las intersecciones de forma ilegal o impredecible, por lo que aumentaba el riesgo de choque. Tesla inicialmente se opuso a la demanda federal, pero finalmente la acató. Elon Musk tuiteó que la decisión era anacrónica y totalmente equivocada. Los senadores Ed Markey y Richard Blumenthal dijeron que la actualización había tardado mucho y que Tesla debería dejar de exagerar con las capacidades reales de sus vehículos. La corrección hacía que el vehículo se detuviera totalmente en las señales de alto en lugar de pasarlas a 1 km/h. Tesla realizó una actualización de software telemática para solucionar el problema sin llevar los vehículos al taller.[180][181]
- En diciembre de 2023, en Estados Unidos Tesla actualizó todos los modelos con Autogiro, parte del piloto automático que mantiene al vehículo dentro del carril, para tomar medidas adicionales para asegurarse de que el chofer estaba prestando atención. Tesla realizó una actualización de software telemática para solucionar el problema sin llevar los vehículos al taller.[182][183]
- En enero de 2024, en Estados Unidos Tesla actualizó todos los modelos para incrementar el tamaño de letra de los indicadores de aviso de freno, Park (posición "P" de la palanca) y frenos ABS por encima de los 3,2 mm (0,13 pulgadas). Tesla realizó una actualización de software telemática para solucionar el problema sin llevar los vehículos al taller.[184]
- Los Model 3 producidos a partir de septiembre de 2024 tienen problemas con el ordenador integrado, lo que genera problemas con las cámaras y la localización por GPS. Tesla todavía no ha dado fechas para solucionar el problema.[185]